# Schottische Rugby-Union-Nationalmannschaft
Die schottische Rugby-Union-Nationalmannschaft (englisch Scotland national rugby union team; schottisch-gälisch Sgioba nàiseanta rugbaidh na h-Alba) ist die Nationalmannschaft Schottlands in der Sportart Rugby Union und repräsentiert das Land bei allen Länderspielen (Test Matches) der Männer. Die organisatorische Verantwortung trägt die Scottish Rugby Union (SRU). Die Mannschaft nimmt an den jährlichen Six Nations teil, zusammen mit England, Frankreich, Irland, Italien und Wales. Schottland ist auch eines der Länder, dessen Spieler für die British and Irish Lions spielberechtigt sind, eine Auswahlmannschaft der vier britischen Home Nations.
Seine wichtigsten internationalen Auftritte hat das Team bei den alle vier Jahre stattfindenden Weltmeisterschaften. Seit der Einführung der Weltmeisterschaft im Jahr 1987 hat Schottland an allen Turnieren teilgenommen. Das beste Ergebnis erreichte man bei der Weltmeisterschaft 1991, als Schottland das Spiel um Platz 3 gegen die neuseeländischen All Blacks verlor.
Das erste Test Match der Schotten fand 1871 statt, als sie England im weltweit ersten Rugbyländerspiel besiegten. Seit dem Beginn des Vorgängerturniers der Five bzw. Six Nations, dem Home Nations Championship im Jahr 1883, gewann Schottland das Turnier insgesamt 15 Mal und teilte sich weitere neun Mal den Titel. Seit 1999 konnte Schottland das Turnier nicht wieder gewinnen. Von Beginn an bestand eine starke Rivalität zu Nachbar England. Beide Mannschaften spielen jährlich während den Six Nations um den Calcutta Cup, der ältesten Trophäe im Rugbysport.
Schottland spielt traditionell im dunkelblauen Trikot mit weißen Hosen und blauen Socken. Heimspiele werden seit 1925 im Murrayfield Stadium in Edinburgh ausgetragen. Vor allem bei Heimspielen schaffen die schottischen Anhänger, zusammen mit den traditionellen Dudelsack eine eigene Atmosphäre, wenn sie Flower of Scotland singen. Der Weltverband World Rugby betrachtet Schottland als eine Rugbynation der ersten Stärkeklasse (tier one). Zehn ehemalige schottische Spieler wurden in die World Rugby Hall of Fame aufgenommen.

## Organisation

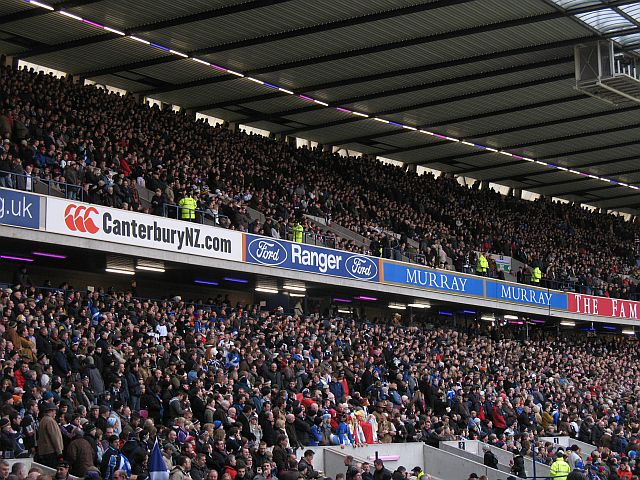
Die Westtribüne des Murrayfield Stadium zeigt die Popularität des schottischen Rugby auf internationaler Ebene

Verantwortlich für die Organisation von Rugby Union in Schottland ist die Scottish Rugby Union (SRU). Sie wurde 1873 als Scottish Football Union (SFU) gegründet und ist damit nach der englischen Rugby Football Union (RFU) der zweitälteste Rugbyverband der Welt. 1886 gründete die SFU zusammen mit der Irish Rugby Football Union (IRFU) und der Welsh Rugby Union (WRU) das International Rugby Football Board (IRFB; heute World Rugby). Seit 1924 trägt der Verband seinen heutigen Namen. Außerdem trat die SRU 1999 dem europäischen Kontinentalverband FIRA-AER (heute Rugby Europe) bei. Die höchste Rugby-Union-Liga für Schottland ist die United Rugby Championship, an der 14 Mannschaften aus Irland, Italien, Schottland, Südafrika und Wales teilnehmen, darunter die zwei schottischen Mannschaften Edinburgh Rugby und Glasgow Warriors. Darunter ist die Scottish Premiership mit zehn Mannschaften angesiedelt. Der nationalen Meisterschaft übergeordnet sind die zusammen mit Mannschaften aus Frankreich, Irland, Italien, Schottland und Wales ausgetragenen internationalen Pokalwettbewerbe European Rugby Champions Cup und EPCR Challenge Cup.
Neben der eigentlichen Nationalmannschaft ruft die SRU weitere Auswahlmannschaften zusammen. Scotland A bildet die zweite Mannschaft von Schottland. Wie andere Rugbynationen verfügt Schottland über eine U-20-Nationalmannschaft, die an den entsprechenden Six Nations und Weltmeisterschaften teilnimmt. Kinder und Jugendliche werden bereits in der Schule an den Rugbysport herangeführt und je nach Interesse und Talent beginnt dann die Ausbildung. Für Schüler gibt es die Nationalmannschaft der Schoolboys, die sich als Vorstufe zur Nationalmannschaft entwickelt hat.
Als größte Ehre für schottische Spieler gilt es, alle paar Jahre mit den British and Irish Lions auf Tour in die Südhemisphäre zu gehen, um gegen die All Blacks aus Neuseeland, die Springboks aus Südafrika oder die Wallabies aus Australien anzutreten.

## Geschichte

### Einführung von Rugby in Schottland

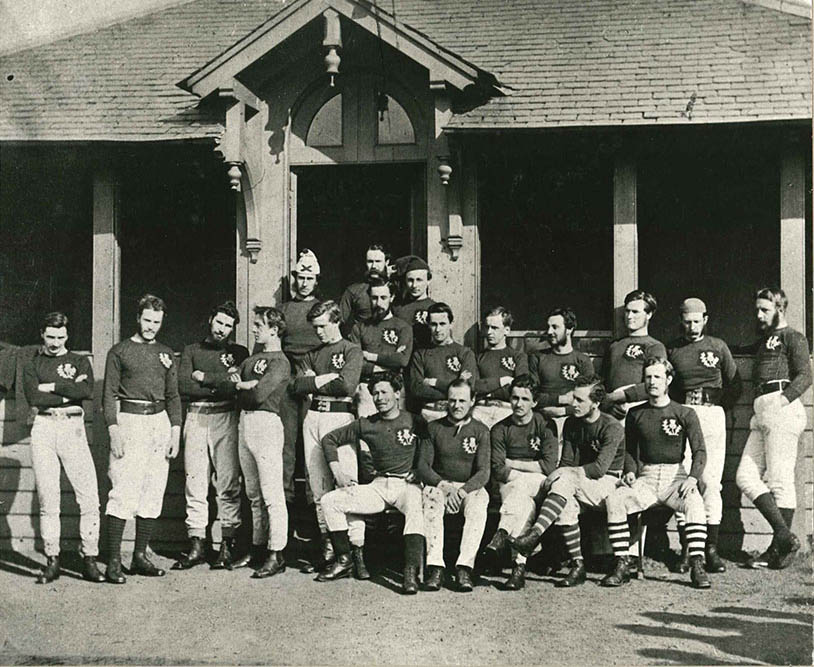
Die schottische Mannschaft vor dem ersten Test Match gegen England in Edinburgh, 1871

In der ersten Hälfte des 19. Jahrhunderts entstanden mehrere Privatschulen in Schottland, darunter die Edinburgh Academy (1824), die Loretto School (1827), die Merchiston Castle School (1833), die Glasgow Academy (1845) und das Glenalmond College (1847). Es ist bekannt, dass an diesen Schulen einfache und grobe Formen des Fußballs gespielt wurden. Es war jedoch in Edinburgh, wo die Variante mit Balltragen Wurzeln schlug und sich über den Rest Schottlands auszubreiten begann.
Zwei junge Brüder, Francis und Alexander Crombie, kamen 1854 von der englischen Durham School nach Edinburgh. Francis schrieb sich bei der Glasgow Academy ein, während Alexander seine Schullaufbahn bereits abgeschlossen hatte. Offenbar hatte keiner der Brüder an der Durham School Fußball gespielt, dafür brachten sie ihre Regelkenntnis, wie das Spiel an der Rugby School gespielt wurde, mit nach Schottland. Francis Crombie wurde der erste Kapitän der Fußballmannschaft und Alexander war Mitbegründer des Edinburgh Academical FC. 1858 wurde er der erste Kapitän des Fußballklubs und sollte dies acht Jahre lang bleiben. Ungefähr zur selben Zeit (1856) schrieb sich ein weiterer Schüler an der Royal High School in Edinburgh ein, nachdem er von einer englischen Privatschule gekommen war und eine Kopie der „Regeln des Fußballs“, wie er den Sport in England kennengelernt hatte, mitgebracht hatte. Dieses Dokument trug wesentlich dazu bei, dass die High School ihr bestehendes Spiel anpasste.
Das erste überlieferte Spiel in Schottland fand am 13. Februar 1858 zwischen der Royal High School und der Merchiston Castle School statt. Die Schüler spielten jedoch ohne einheitliche Regeln und Bälle (die Royal High School berichtete von „monströsen aufgeblasenen Kugeln von großem Umfang und von großer Schwerfälligkeit“), was den Spielablauf erschwerte. Im Laufe der Jahre wurden die Regeln der Rugby School übernommen. Bis dahin bestanden verschiedene örtliche Varianten des Spiels, was gezwungenermaßen zu Disputen bei laufenden Spielen führte. Bis in die späten 1870er spielten lediglich die Edinburgh Academy, Merchiston und die Royal High School eine einheitliche Variante des Ballsports.
Mitte der 1860er Jahre gründeten ehemalige Schüler in Edinburgh und Glasgow die ersten Vereine, die bei Spielen gegeneinander die einheitlichen Regeln anwendeten. In den frühen Vereinsspielen wurde das Spiel regelmäßig unterbrochen, damit Kapitäne und Schiedsrichter Differenzen in den Regeln besprechen konnten; dies war jedoch kein Dauerzustand. Der Edinburgh Academical FC organisierte mehrere Treffen und 1868 stellte der Verein, mit der Zustimmung anderer Schulen und Vereine, ein einheitliches Regelwerk für das Spiel in Schottland zusammen. Das Regelbuch Laws of Football as played by the Principal Clubs in Scotland erlangte als „Grünes Buch“ Bekanntheit. Im Titel des Buches fehlte das Wort „Rugby“.

### Herausforderung an England

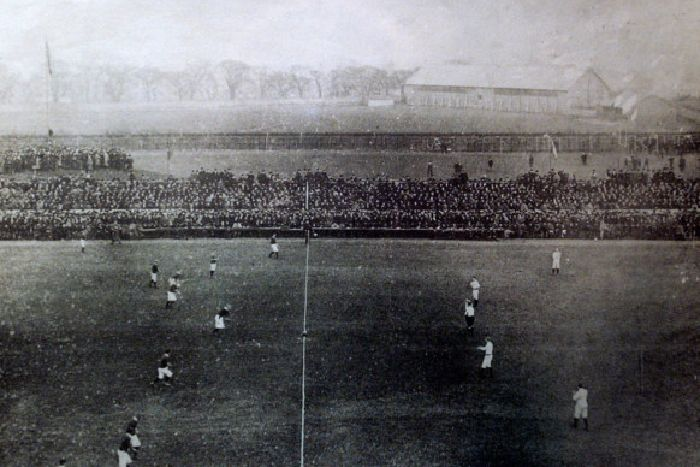
Das erste Test Match überhaupt: England gegen Schottland am 28. März 1871

Im Dezember 1870, nach einer Reihe von Fußballspielen zwischen England und Schottland in London, die alle zugunsten Englands ausgingen, veröffentlichten mehrere Schotten eine Herausforderung in der schottischen Zeitung The Scotsman und in der Londoner Sportzeitung Bell’s Life, in der sie England einluden, eine Mannschaft nach Schottland zu entsenden, um ein Rugbyspiel auszutragen. Die Engländer konnten diese Herausforderung schwerlich ignorieren, was zum ersten internationalen Rugbyspiel führte. Es fand am Montag, dem 27. März 1871 auf dem Cricketfeld der Edinburgh Academy statt. Dieses Spiel auf dem Raeburn Place in Edinburgh war nicht nur die erste Begegnung zwischen beiden Ländern in irgendeiner Sportart, sondern auch das erste Rugby-Länderspiel überhaupt. Die Schotten gewannen vor 4.000 Zuschauern mit einem Tor und einem Versuch gegen einen Versuch der Engländer.
England revanchierte sich im folgenden Jahr im Londoner Kennington Oval und gewann mit 2:1 Toren. Diese frühen Spiele besaßen noch kein festes Punkteregelwerk; dies sollte erst 1890 eingeführt werden, nachdem ein geeignetes Format für das Bewertungssystem entworfen wurde. Bis 1875 wurden – wie im Fußball – Test Matches durch die Anzahl erzielter Tore entschieden (Erhöhungen und Dropgoals), ab 1876 zog man die Anzahl gelegter Versuche heran, wenn ein Spiel Unentschieden verlief. Wie es damals üblich war, umfassten beide Mannschaften je 20 Spieler, da die Anzahl Spieler pro Mannschaft während eines Spieles erst 1877 auf die seither üblichen 15 reduziert wurde.

### Calcutta Cup und Home Nations Championship

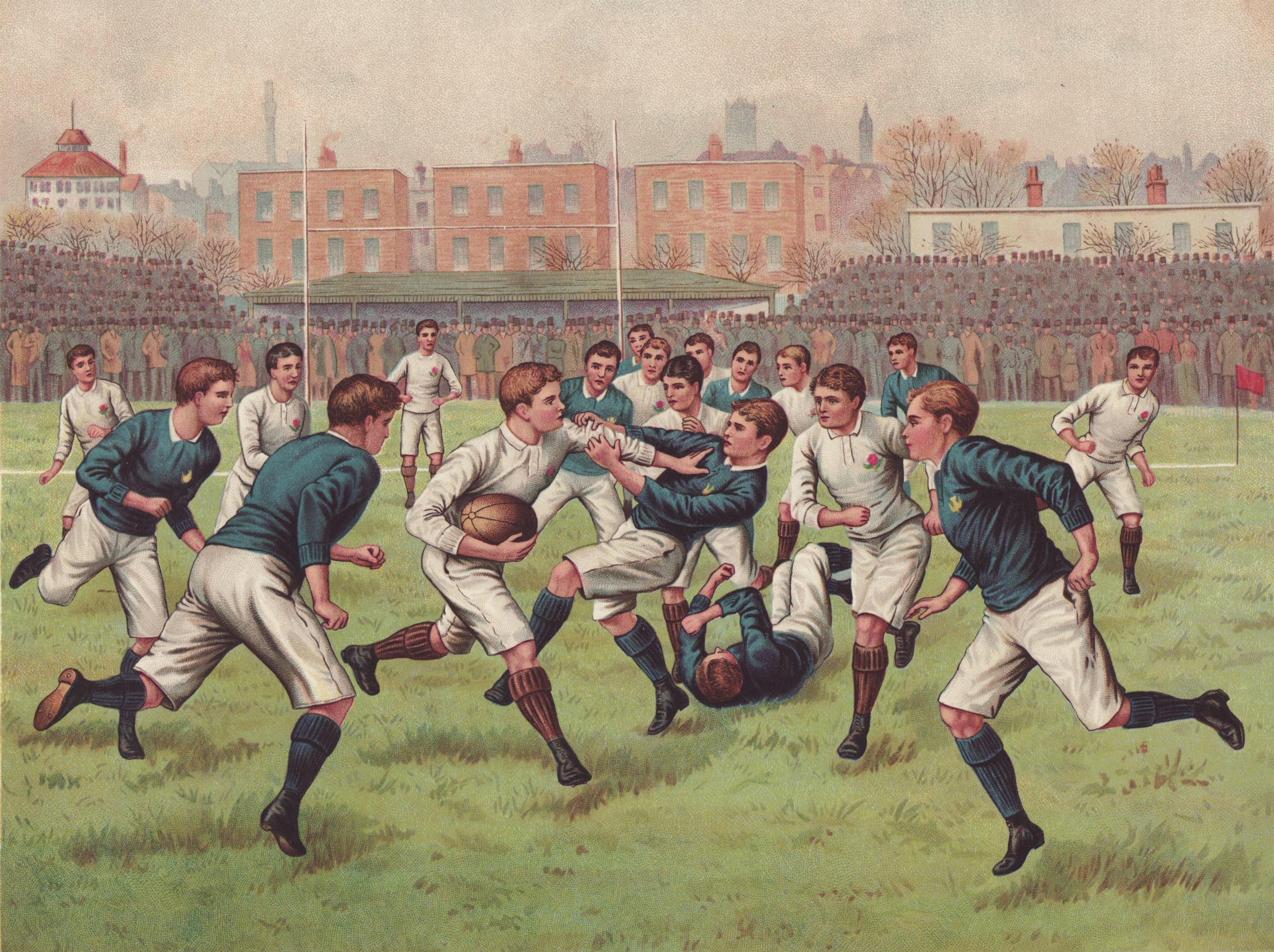
England gegen Schottland 1893

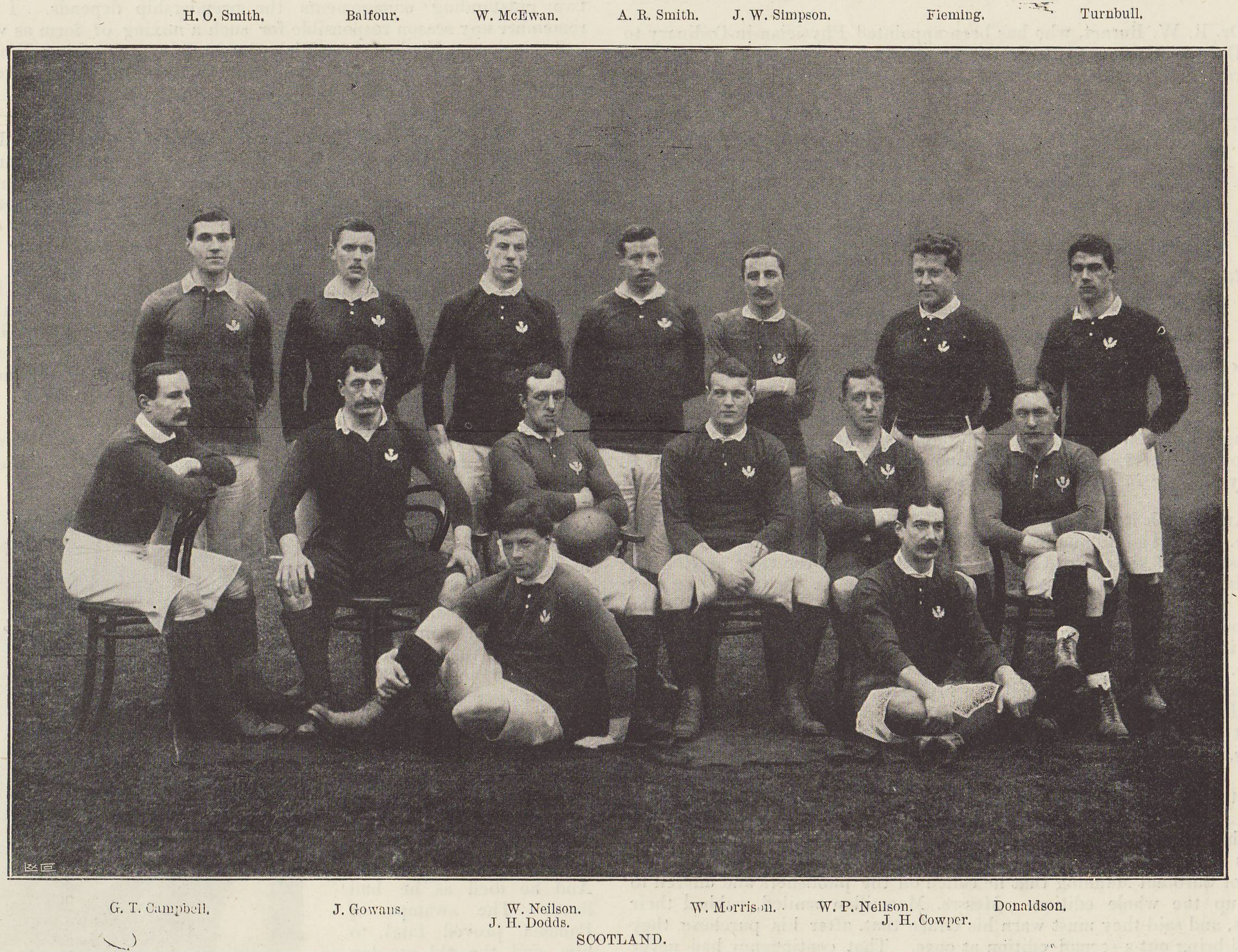
Schottische Mannschaft 1896

Vertreter von acht Vereinen trafen sich am 3. März 1873 in Glasgow und gründeten den Verband Scottish Football Union, der sich erst 1924 in Scottish Rugby Union umbenannte. Fünf dieser Vereine waren Mitglieder der englischen Rugby Football Union (RFU), die damals noch nicht auf England beschränkt war. 1877 spielte Schottland erstmals gegen Irland und gewann mit sechs Toren zu Null.
Mitglieder des kurzlebigen Calcutta Rugby Club in der indischen Stadt Kalkutta übergaben 1878 der RFU einen Pokal. Nachdem der Verein seine Selbstauflösung beschlossen hatte, war das aus Silberrupien bestehende Vereinsvermögen von der Bank abgehoben und geschmolzen worden. Der auf diese Weise entstandene Pokal ist dahingehend einmalig, dass nur England und Schottland um die Trophäe spielen; es handelt sich um die älteste Trophäe im Rugbysport. Erstmals ausgespielt wurde der Calcutta Cup im Jahr 1879 in Edinburgh (das Spiel endete unentschieden). England eroberte den Pokal erstmals 1880, Schottland zwei Jahre später.
1882 begründeten die Verbände Schottlands, Englands, Wales’ und Irlands die Home Nations Championship, den Vorläufer der heutigen Six Nations. Bei der Home Nations Championship 1883, der ersten Austragung des Turniers, spielte Schottland erstmals gegen Wales und gewann mit 1 zu 0 Toren. 1885 gehörte der schottische Verband zu den Gründungsmitgliedern des International Rugby Football Board (IRFB; heute World Rugby). Nach drei zweiten Plätzen hintereinander gelang den Schotten bei der Home Nations Championship 1886 der erste Turniersieg (geteilt mit den punktgleichen Engländern). Ein Jahr später folgte bei der Home Nations Championship 1887 der erste alleinige Turniersieg. Bei der Home Nations Championship 1890 teilten sich England und Schottland erneut den Titel. Im Jahr darauf, bei der Home Nations Championship 1891, schafften die Schotten die erste Triple Crown – also einen Titelgewinn mit Siegen über alle anderen drei Home Nations. 1895 wurde dieser Erfolg wiederholt.
Zu Beginn des 20. Jahrhunderts, als die Engländer die Folgen der Abspaltung von Rugby League verarbeiten mussten, wetteiferten Schottland und Wales um die Dominanz im jährlichen Turnier. Schottland entschied die Austragungen der Jahre 1901, 1903 und 1907 jeweils mit Triple Crown für sich, hinzu kam 1904 ein weiterer Turniersieg. Der Erfolg von 1907 sollte jedoch fast zwei Jahrzehnte lang der letzte sein, da England nach einer langen Krise wieder erstarkte. Am 18. November 1905 absolvierte Schottland das erste Test Match gegen die All Blacks aus Neuseeland und verlor mit 7:15. Das erste Test Match gegen die Springboks fand am 17. November 1906 statt und wurde mit 6:0 gewonnen. Durch die Einladung Frankreichs erweiterte sich das Turnier im Jahr 1910 zu den Five Nations. Schottland spielte beim Five Nations 1910 erstmals gegen den neuen Teilnehmer und gewann mit 27:0. Ein Jahr später, beim Five Nations 1911, war Schottland auch die erste der Home Nations, die den Franzosen unterlag.

### Die Zeit der Weltkriege

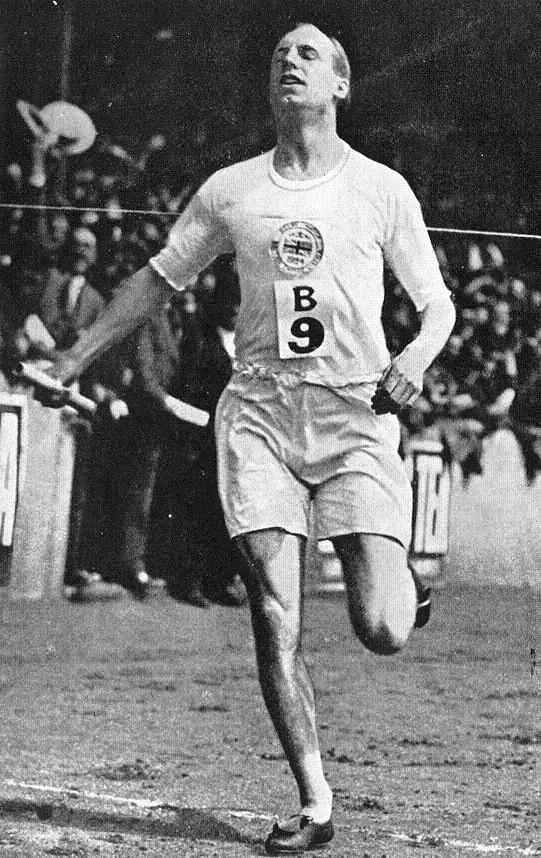
Eric Liddell, Olympiasieger im 400-Meter-Lauf, spielte 1922 und 1923 für Schottland

Mit dem Ausbruch des Ersten Weltkrieges musste der Spielbetrieb in Schottland stark reduziert werden, während internationale Spiele für mehrere Jahre ganz zum Erliegen kamen. In den Schlachten des Krieges fielen nicht weniger als 31 aktive oder ehemalige Nationalspieler, mehr als bei allen anderen Nationalmannschaften der Five Nations. Zu den Gefallenen gehören unter anderem David Bedell-Sivright, früherer Kapitän der British Lions, und Eric Milroy, letzter Kapitän der Schotten vor Kriegsausbruch. Trotz der großen Verluste an talentierten Spielern gewann Schottland das erste Nachkriegsturnier, das Five Nations 1920, geteilt mit Wales und England. Als die All Blacks 1924/25 nach einer Unterbrechung von 19 Jahren wieder durch Europa tourten, weigerten sich die Schotten, gegen sie anzutreten. Die Tour war von der RFU organisiert worden und der für die sehr strikte Einhaltung des Amateurismus bekannte schottische Verband hegte den Verdacht, dass die Neuseeländer für ihr Erscheinen bezahlt würden.
1897 hatte der Verband ein Grundstück im Edinburgher Stadtteil Inverleith erworben, womit er als erster der Home Nations über ein eigenes Spielfeld verfügte. Ab 1899 fanden hier alle Heimspiele der Nationalmannschaft statt, letztmals am 24. Januar 1925 gegen Frankreich. Der damalige 25:4-Sieg bildeten den Auftakt zum sehr erfolgreichen Five Nations 1925, dem Auswärtssiege gegen Wales und Irland folgten. Die Entscheidung um den Turniersieg fiel am 21. März gegen England. Vor 70.000 Zuschauern im neu eröffneten Murrayfield Stadium (seither das Heimstadion der Nationalmannschaft) setzten sich die Schotten nach dreimaligem Führungswechsel mit 14:11 gegen Titelverteidiger England durch und sicherten sich nicht nur die sechste Triple Crown, sondern schafften zum ersten Mal überhaupt auch den Grand Slam, das heißt einen Sieg gegen alle anderen Mannschaften inklusive Frankreich.
Beim Five Nations 1926 war Schottland die erste Mannschaft der Five Nations, die England im Londoner Twickenham Stadium besiegte. Sowohl 1926 als auch 1927 teilten sich die Schotten den Turniersieg mit Irland. Am 17. Dezember 1927 empfingen sie erstmals die Wallabies aus Australien und bezwangen die durch Europa tourenden Gäste mit 10:8. Etwas mehr als ein Jahr später, beim Five Nations 1929, gab es erneut einen Turniersieg zu feiern. 1932 waren die Springboks nach zwei Jahrzehnten wieder zu Besuch in Schottland und trugen einen 6:3-Sieg davon. Im selben Jahr war Frankreich wegen angeblichem Professionalismus und mangelhafter Verbandsführung aus dem jährlichen Turnier ausgeschlossen worden, weshalb es vorübergehend wieder auf die Home Nations beschränkt war. Dabei entschied Schottland die Turniere der Jahre 1933 und 1938 für sich.
Der Ausbruch des Zweiten Weltkrieges im September 1939 unterbrach den Rugbybetrieb in Schottland, wie auch in anderen Ländern. Während die internationalen Spiele erneut zum Erliegen kamen, ermutigte die SRU die Vereine, den Sport soweit möglich fortzusetzen. Einige Vereine lösten sich mangels Spielern auf, andere schlossen sich zusammen und spielten weiterhin gegen andere schottische Vereine. Ab und zu kam es zu Begegnungen mit den Rugbyteams der anwesenden alliierten Truppen. 1945 und 1946 nahmen die Schotten an den Victory Internationals teil. Dabei handelte es sich um eine Serie von Spielen gegen Nationalmannschaften und militärische Auswahlteams, die nicht den vollen Status als Test Matches erhielten. Beispielsweise bezwang Schottland im Januar 1946 eine stark besetzte Mannschaft der Streitkräfte Neuseelands mit 11:6.

### 1940er bis 1970er Jahre

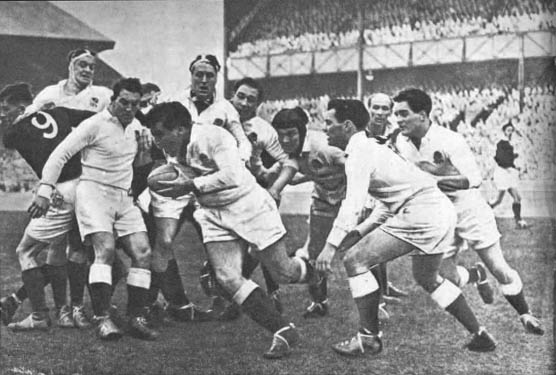
England gegen Schottland während den Five Nations 1959

Das jährliche Turnier wurde ab 1947 wieder ausgetragen und hieß mit der Wiederaufnahme Frankreichs erneut Five Nations. In diesem Jahr verlor Schottland alle Spiele und belegte den letzten Platz. Die Jahre nach dem Zweiten Weltkrieg waren für Schottland allgemein wenig erfolgreich. 1947 unterlag man den tourenden Wallabies, 1951 den Springboks und 1954 den All Blacks. Besonders das Spiel gegen die Springboks zeigte die damalige Schwäche der Mannschaft schonungslos auf: Südafrika legte neun Versuche und fügte Schottland eine 0:44-Niederlage zu; nie zuvor hatten die Schotten derart hoch verloren und nach heutiger Zählweise wäre es sogar eine 0:62-Niederlage gewesen. Von Februar 1951 bis Januar 1955 erlitt Schottland 17 Niederlagen hintereinander und erzielte lediglich 54 Punkte.
Zwischen 1955 und 1963 erzielte Schottland wieder bessere Ergebnisse. Zwar gelang weiterhin kein Sieg über England, man konnte aber in drei Spielen den Engländern ein Unterschied abringen. Die Schotten feierten während dieser Zeit mehrere Siege über Wales, Irland und Frankreich. Jahrzehntelang waren schottische Nationalspieler nur dann durch die Südhemisphäre getourt, wenn sie von den British Lions aufgeboten worden waren. Dies änderte sich 1960, als die SRU eine Tour nach Südafrika vereinbarte. Am 30. April 1960 traten die Schotten in Port Elizabeth gegen die Springboks an und verloren mit 10:18. Zwar leisteten die Schotten damit Pionierarbeit, was die Home Nations betrifft; bis zur nächsten Tour ließen sie sich aber 15 Jahre Zeit und auch danach war die Zahl ihrer Touren vergleichsweise gering.
Es folgten einige Jahre mit beachtlichen Erfolgen. 1961, 1962, 1963, 1966 und 1967 platzierten sich die Schotten im Five-Nations-Turnier jeweils auf dem zweiten Platz. 1964 gelang ihnen gar der erste Turniersieg seit 1938 (geteilt mit Wales) und sie konnten erstmals seit 1950 den Engländern den Calcutta Cup abnehmen. Ebenfalls 1964 rangen die Schotten den tourenden Neuseeländern ein 0:0-Unentschieden ab; es war dies das letzte Test Match überhaupt, in dem kein einziger Punkt erzielt wurde. Im April 1965 bezwang man die tourenden Springboks daheim in Edinburgh mit 8:5 und im Dezember 1966 die Wallabies mit 11:5. Ein 9:3-Sieg über Australien gelang im August 1968 und ein 6:3-Sieg über die Springboks kam im Dezember 1969 hinzu. Der Besuch der Springboks war von heftigen Anti-Apartheid-Protesten begleitet, zu deren Organisatoren der spätere britische Premierminister Gordon Brown gehörte.
In den frühen 1970er Jahren führte die SRU mehrere als revolutionär geltende Neuerungen ein. Bisher hatte sie sich dagegen gesträubt, einen Nationaltrainer anzustellen, da sie sich als Hüterin des reinen Amateurismus sah und fürchtete, eine solche Funktion könnte als erster Schritt zur Professionalisierung gedeutet werden. 1971 verpflichtete sie Bill Dickinson als ersten Nationaltrainer, bezeichnete ihn aber offiziell als „Ratgeber des Mannschaftskapitäns“. Dickinson war für Organisation, Motivation und taktische Schulung zuständig, während Verbandsfunktionäre weiterhin die Mannschaftsaufstellung vornahmen. Seit der Saison 1865/66 gab es in Schottland zwar eine Rugby-Meisterschaft, die aber vom Verband über ein Jahrhundert lang nicht anerkannt wurde und deshalb lediglich inoffiziellen Status besaß (Wettbewerbsspiele zwischen Vereinen galten in konservativen Rugbykreisen als Vorstufe zum verachteten Profisport). Auf die Saison 1973/74 hin führte die SRU als erster Verband der Home Nations eine offizielle Meisterschaft ein, die bis heute bestehende Scottish Premiership.
Das Five-Nations-Turnier 1972 musste wegen des Nordirlandkonfliktes vorzeitig beendet werden, sodass es keinen Sieger gab. Nach dem Blutsonntag in Derry war die britische Botschaft in Dublin von einem aufgebrachten Mob niedergebrannt worden und zahlreiche Spieler hatten Briefe mit Todesdrohungen erhalten, vermutlich von der IRA. Schottland und Wales weigerten sich, zu den noch bevorstehenden Auswärtsspielen in Irland anzutreten und begründeten dies mit der mangelnden Sicherheit. Die Five Nations 1973 endeten zwischen allen fünf teilnehmenden Mannschaften gleichauf, ein einmaliges Ergebnis in der Geschichte des Turniers. Am 1. März 1975 besiegte Schottland beim Five Nations 1975 Wales mit 12:10, vor 104.000 Zuschauern im Murrayfield Stadium. Die Zuschauermenge war damals ein neuer Weltrekord für ein Rugbyspiel und ist noch immer der Stadionrekord. Dieser Sieg war Teil einer Serie von neun aufeinanderfolgenden Siegen für die schottische Nationalmannschaft im Murrayfield Mitte der 1970er Jahre; dem gegenüber steht lediglich ein einziger Auswärtssieg in diesem Zeitraum.
Ab 1977 war Nairn MacEwan als Nationaltrainer tätig. In seiner dreijährigen Amtszeit verbuchten die Schotten nur einen Sieg. Dennoch verzeichnete der Rugbysport in Schottland eine deutliche Aufwärtsentwicklung. Die Einführung der Vereinsligen begann allmählich Früchte abzuwerfen; das Niveau des Spiels auf Vereins- und Distriktebene war höher als je zuvor und die Spieler waren es gewohnt, in Spielen, in denen das Ergebnis wirklich wichtig war, Druck zu erfahren. Es mussten weniger Spieler aus englischen Vereinen für die Nationalmannschaft nominiert werden, da die lokalen Vereine erstmals seit dem Ersten Weltkrieg eine ausreichende Anzahl von Spielern hervorbrachten, die für internationale Begegnungen geeignet waren.

### Die letzten Jahre der Amateurära
Jim Telfer übernahm 1980 als neuer Nationaltrainer eine Mannschaft mit großem Potenzial. Im März 1982 gewann Schottland zum ersten Mal nach zwanzig Jahren ein Spiel in Wales. Vier Monate später tourte Schottland durch Australien und gewann das erste von zwei Test Matches: es war dies ihr erster Auswärtssieg über eine der drei großen Mannschaften der Südhemisphäre. Die Saison 1983 verlief zunächst enttäuschend, als Schottland die ersten drei Spiele der Five Nations 1983 verlor. Dann folgte zum Abschluss des Turniers der erste Auswärtssieg über England seit 1938. Im November 1983 spielte Schottland gegen die All Blacks und erreichte ein hart umkämpftes 25:25-Unentschieden. Unter Mannschaftskapitän Jim Aitken siegte Schottland in allen vier Spielen des Five Nations 1984 und erzielte den zweiten Grand Slam, den ersten seit 1925. Als ausschlaggebend erwies sich die konsequente Auswahl der Spieler; zwölf von ihnen standen in allen vier Begegnungen im Einsatz und unter den insgesamt 20 eingesetzten Spielern waren lediglich zwei, die für Vereine außerhalb Schottlands tätig waren. Telfer trat nach dem großen Erfolg zurück, um sich auf seine berufliche Laufbahn zu konzentrieren. Sein Assistent, der mit ihm nicht verwandte Colin Telfer, folgte ihm als Nationaltrainer. Dessen Amtszeit dauerte nur ein Jahr und brachte sechs Niederlagen in Folge. Unter anderem unterlag Schottland den tourenden Wallabies, die Ende 1984 ihrerseits einen Grand Slam schafften (in diesem Falle Siege gegen alle vier Home Nations während derselben Tour). Telfers Platz nahm Derrick Grant ein.
Anfang Januar 1986 führte Grant ein Sichtungsspiel zwischen „Blau“ (Spieler die im Laufe des Jahres wahrscheinlich für die Nationalmannschaft spielen würden) und „Rot“ (Nachwuchsspieler mit potenzieller internationaler Laufbahn) durch, das mit einem überraschenden 41:10-Sieg für „Rot“ endete. Das rote Team umfasste Spieler wie Gavin und Scott Hastings, Finlay Calder und David Sole, die alle noch im selben Jahr beim Five Nations 1986 debütieren und in den folgenden Jahren wichtige Rollen in der Nationalmannschaft übernahmen. Schottland teilte sich mit Frankreich den Titel der Five Nations 1986, nachdem beide Mannschaften jeweils drei Spiele gewannen. Während des Turniers bezwang Schottland England mit 33:6 im Murrayfield Stadium; es war dies der höchste Sieg Schottlands über England sowie Englands deutlichste Niederlage in mehr als hundert Jahren. Schottland nahm 1987 an der ersten Weltmeisterschaft in Australien und Neuseeland teil. John Rutherford, Dreh- und Angelpunkt der Mannschaft, hatte sich kurz zuvor während eines nicht genehmigten Spiels auf Bermuda eine Knieverletzung zugezogen. Er brach innerhalb der ersten 15 Minuten im ersten Spiel gegen Frankreich zusammen und sollte nie wieder für Schottland antreten. Das erste Spiel endete 20:20 unentschieden. Es folgten deutliche Siege über Simbabwe und Rumänien, was die Qualifikation für das Viertelfinale bedeutete. In diesem blieb Schottland chancenlos und unterlag den Neuseeländern mit 3:30.

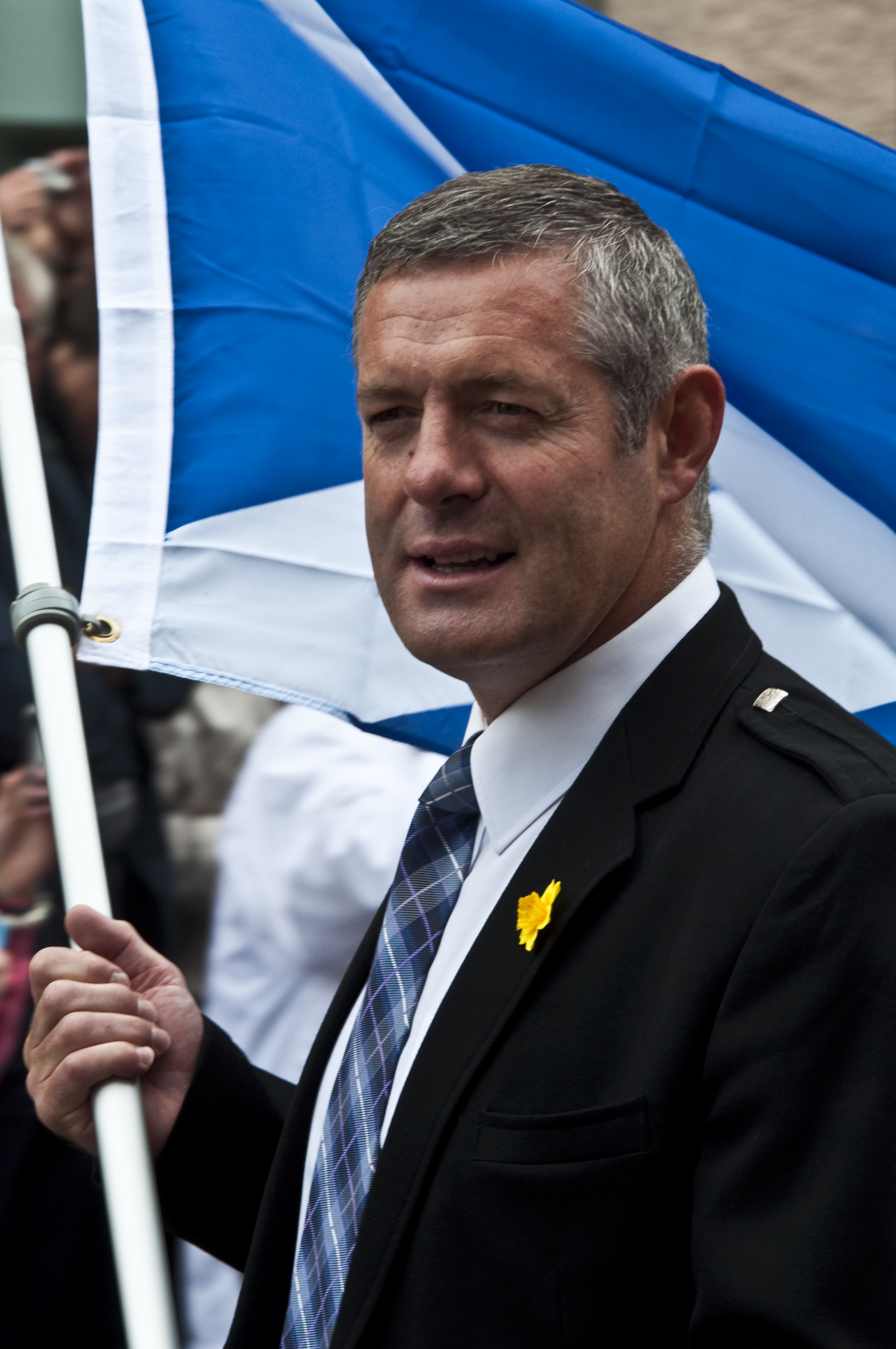
Gavin Hastings spielte eine wichtige Rolle beim Grand Slam 1990 und im Halbfinale der WM 1991

Im Juni 1988 folgte Ian McGeechan auf Grant, der nach dem enttäuschend verlaufenen Five Nations 1988 zurückgetreten war. 1990 gilt als das erfolgreichste Jahr der Schotten in der modernen Ära. Im letzten Spiel des Five Nations 1990 standen sie im Murrayfield Stadium ihrem „alten Rivalen“ England gegenüber. Bis dahin hatten beide Mannschaften alle Spiele des Turniers gewonnen und die Medien betrachteten England als Favoriten, obwohl es die Gastmannschaft war. Entgegen den Erwartungen gewann Schottland mit 13:7 und entschied das Turnier mit dem dritten Grand Slam für sich. Das Spiel gegen England war das erste, bei dem Flower of Scotland im Murrayfield Stadium als schottische Nationalhymne gespielt wurde. Im Juni 1990 unterlagen die Schotten den All Blacks auswärts in Auckland sehr knapp mit 18:21. Fünf Monate später standen sie erstmals den Pumas aus Argentinien gegenüber und besiegten sie mit 49:3.
1991 fanden die Spiele der zweiten Weltmeisterschaft in verschiedenen Stadien der damaligen Five-Nations-Länder statt, wobei die Schotten fast alle ihre Partien im Murrayfield Stadium bestritten. Mit drei Siegen gegen Japan, Simbabwe und Irland beendeten sie ihre Vorrunde auf dem ersten Platz. Anschließend bezwangen sie im Viertelfinale Westsamoa mit 28:6. Nach einer knappen 6:9-Halbfinalniederlage gegen England standen die Schotten im kleinen Finale Neuseeland gegenüber und belegten nach einer 6:13-Niederlage den vierten Platz.
Daraufhin folgte wieder eine kürzere Schwächephase. So errang Schottland im Jahr 1994 keinen einzigen Sieg. Das Team knüpfte 1995 wieder an alte Leistungen an und gewann die ersten drei Spiele der Five Nations 1995. Unter anderem siegte es auswärts 23:21 gegen Frankreich, dank eines Versuchs in der letzten Minute und dessen Erhöhung durch Gavin Hastings; dies war zugleich Schottlands erster Sieg in Paris seit 1969. Das letzte Spiel des Turniers gegen England war wieder entscheidend für den Grand Slam: Diesmal hatte England mit 24:12 das bessere Ende für sich. Bei der Weltmeisterschaft 1995 in Südafrika siegte Schottland zunächst problemlos über die Elfenbeinküste und Tonga. Im dritten Gruppenspiel gegen Frankreich kassierte das Team in der Nachspielzeit einen Versuch und musste mit dem zweiten Gruppenrang vorlieb nehmen. Im Viertelfinale wurde Schottland von Neuseeland mit 30:48 besiegt.

### Professionalisierung und schwierige Zeiten

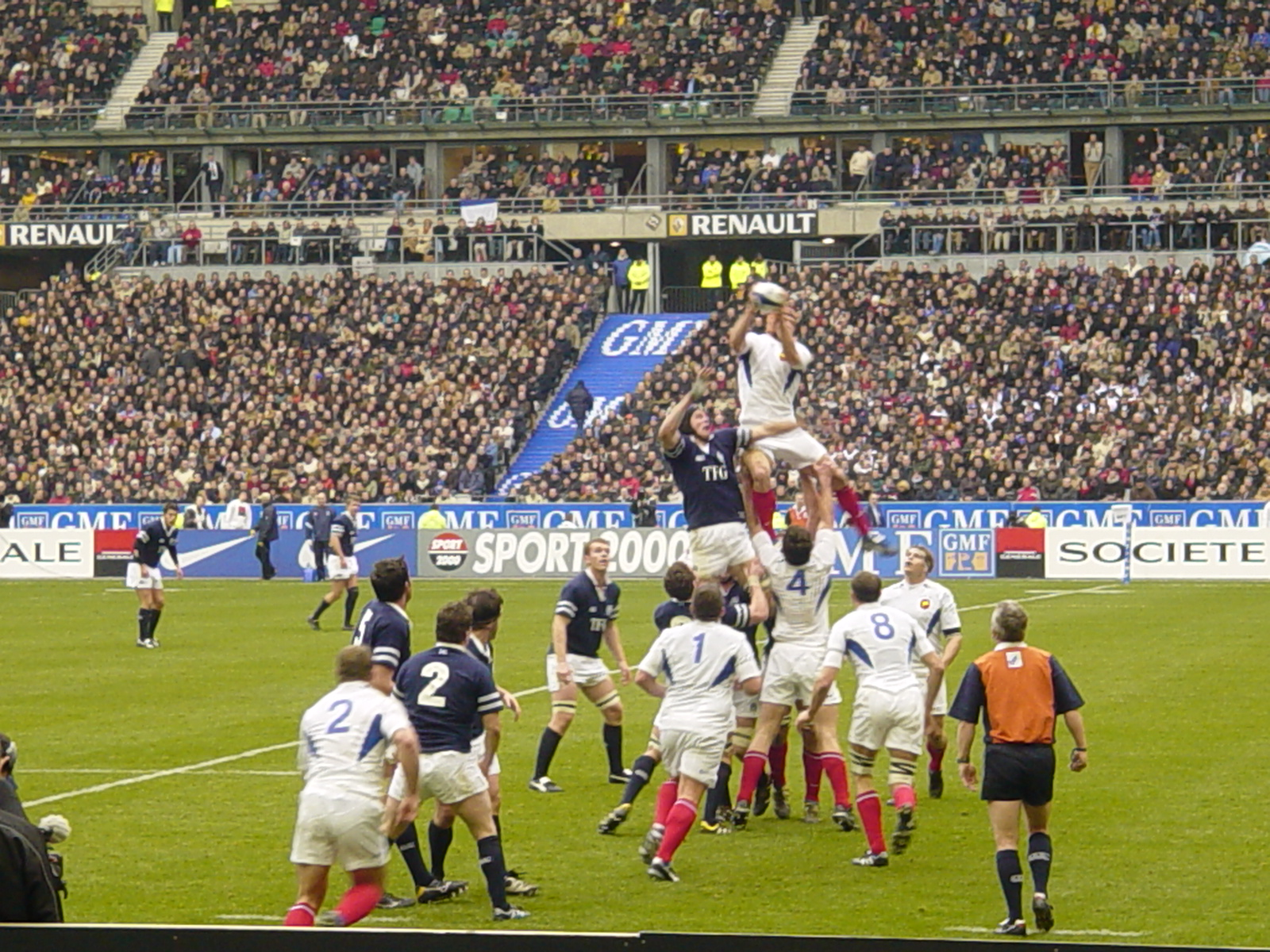
Schottland gegen Frankreich beim Six Nations 2004

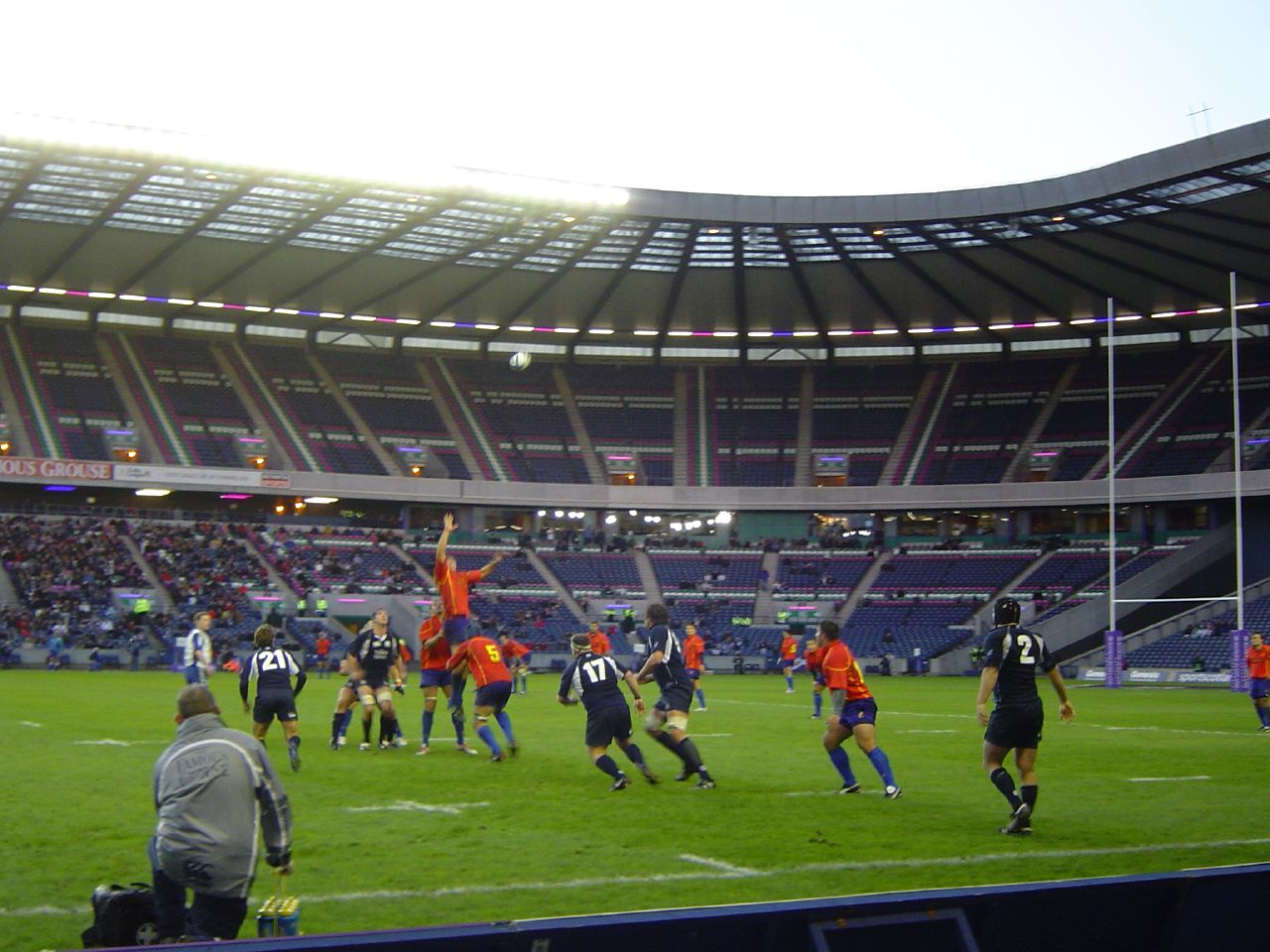
Gasse beim Spiel Schottland gegen Rumänien (November 2006)

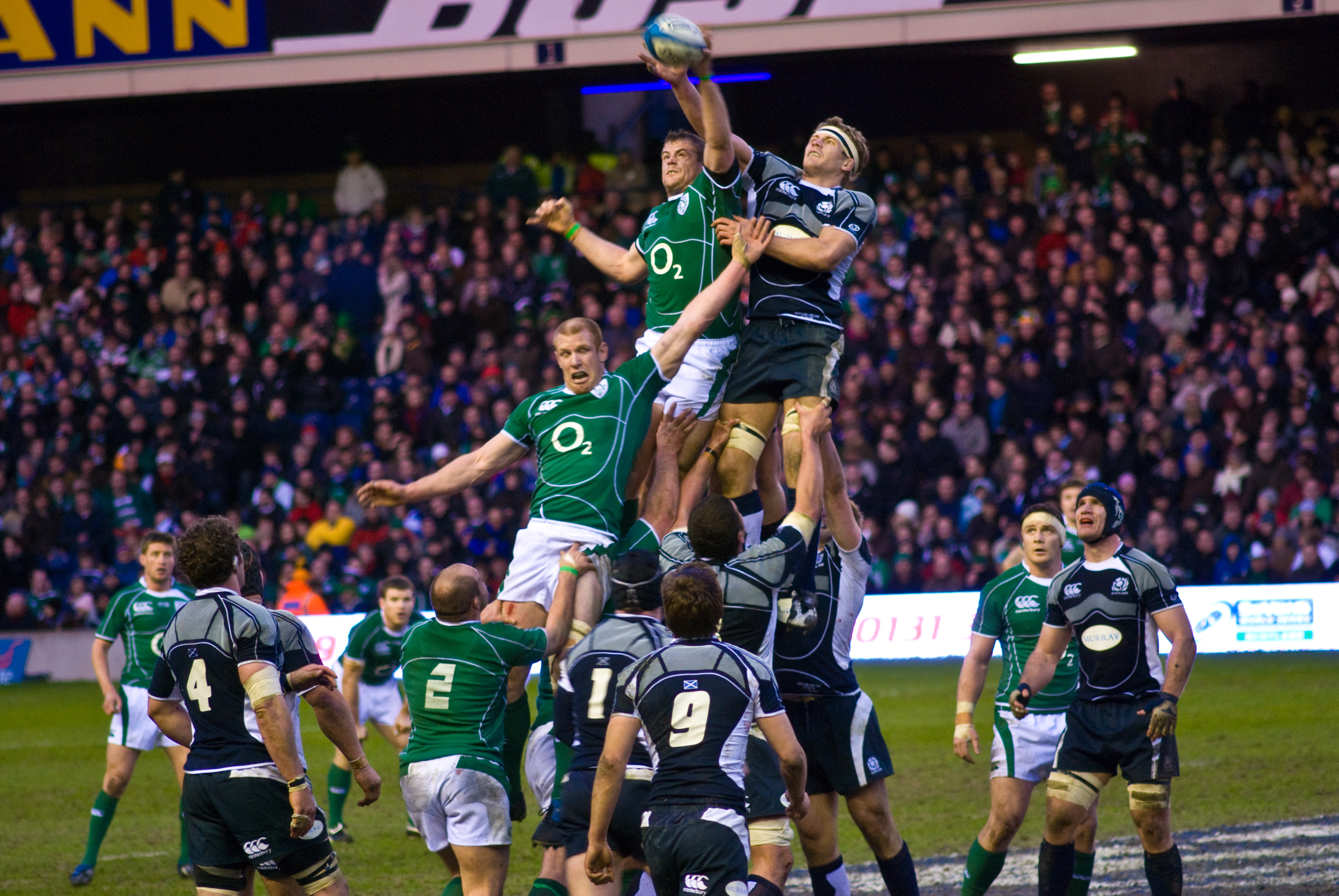
Schottland gegen Irland beim Six Nations 2009

Das International Rugby Football Board (IRFB; heute World Rugby) hob im August 1995 sämtliche Beschränkungen bezüglich Bezahlung der Spieler auf und läutete so die professionelle Ära von Rugby Union ein. Die SRU schuf daraufhin vier professionelle Auswahlteams auf regionaler Basis, die in den neu eingeführten europäischen Pokalwettbewerben konkurrenzfähig sein sollten. Finanzielle Probleme führten 1998 zu einer Reduzierung auf drei und 2007 auf zwei Teams (Glasgow Warriors und Edinburgh Rugby). Diesen gehören die meisten schottischen Nationalspieler an. Im Dezember 1996 spielte Schottland erstmals gegen Italien und man gewann daheim mit 29:22, die erste Niederlage gegen die Italiener folgte im Januar 1998 auswärts in Treviso. Nachdem die Five-Nations-Turniere 1997 und 1998 mit nur je einem Sieg über Irland enttäuschend verlaufen waren, entschied Schottland das Five Nations 1999 in überzeugender Manier für sich; nur gegen England resultierte eine knappe Niederlage. Dies war zugleich die letzte Austragung im alten Format, denn im darauf folgenden Jahr wurde das Turnier mit der Aufnahme Italiens zu den heutigen Six Nations erweitert.
Die Weltmeisterschaft 1999 fand erneut in den Five-Nations-Ländern statt und wieder besaß Schottland Heimvorteil im Murrayfield Stadium. Nach der Startniederlage gegen Südafrika folgten Siege über Uruguay und Spanien. Als Gruppenzweite mussten die Schotten daraufhin die Hoffnungsrunde bestreiten, in der sie sich mit 35:20 gegen Samoa durchsetzten. Wie schon vier Jahre zuvor scheiterten sie im Viertelfinale an den Neuseeländern, denen sie 18:30 unterlagen. Beim Six Nations 2000, der Erstaustragung des erweiterten jährlichen Turniers, konnten die Titelverteidiger nicht überzeugen. Sie verloren die ersten vier Spiele, einschließlich des Eröffnungsspieles gegen die erstmals teilnehmenden Italiener. Andererseits verhinderten sie im letzten Spiel den sicher geglaubten Grand Slam der Engländer. Im Rahmen der End-of-year Internationals 2002 gelang ein überraschend deutlicher 21:6-Heimsieg über Südafrika.
Der Australier Matt Williams wurde 2003 als erster ausländischer Nationaltrainer Schottlands verpflichtet. Allerdings war seine Amtszeit umstritten und wird als erfolglos angesehen. Sie blieb vor allem durch eine Serie schwacher Leistungen und Wortgefechte mit den Spielern in Erinnerung. Während der Weltmeisterschaft 2003 in Australien belegte Schottland nach Siegen über Japan, die USA und Fidschi den zweiten Gruppenplatz hinter Frankreich. Gastgeber Australien bedeutete im Viertelfinale Endstation. 2004 versuchte Williams eine umstrittene Regel einzuführen, nach der nur in den heimischen Ligen tätige Spieler für die Nationalmannschaft spielen durften. Währenddessen arbeitete der neue SRU-Vorsitzende Phil Anderton daran, den finanziell angeschlagenen Verband zurück zur Zahlungsfähigkeit zu bringen. Er leitete Reformen ein, die den drohenden Niedergang des Rugby in Schottland verhindern sollten, wurde aber im Januar 2005 nach verbandsinternen Streitigkeiten entlassen. Bis April 2005 gewann Schottland nur drei von 17 Spielen unter Williams. Nach einer Überprüfung durch die SRU und öffentlicher Kritik seitens mehrerer Spieler folgte im April 2005 Williams’ Entlassung.
Frank Hadden wurde als Interimstrainer für die Mid-year Internationals 2005 gegen die Barbarians und Rumänien ernannt und gewann beide Spiele. Daraufhin folgte im September 2005 die offizielle Ernennung zum Nationaltrainer. Im ersten Spiel von Six Nations 2006 wurde Frankreich mit 20:16 bezwungen, gleichbedeutend mit dem ersten Sieg seit 1999 über diese Mannschaft. Schottland besiegte daraufhin England und holte sich den Calcutta Cup zurück, mussten diesen aber ein Jahr später wieder abgeben. Im Februar 2006 war Schottland die erste Six-Nations-Mannschaft, die zuhause gegen Italien verlor. Bei der Weltmeisterschaft 2007 in Frankreich gelang den Schotten mit Siegen über Portugal, Rumänien und Italien sowie einer Niederlage gegen Neuseeland die Qualifikation für das Viertelfinale. In diesem scheiterten sie mit 13:19 an Argentinien.
Schottland startete mit einer 6:27-Niederlage gegen Frankreich ins Six Nations 2008. Als die Mannschaft daraufhin auch gegen Irland und Wales verlor, nahm der Druck auf Hadden zu. Zwar holten die Schotten mit einem 15:9-Sieg über England den Calcutta Cup zurück, unterlagen aber daraufhin Italien mit 20:23 und belegten den vorletzten Platz. Den „Wooden spoon“ verhinderten sie nur aufgrund der besseren Punktedifferenz. Ebenso enttäuschend verlief das Six Nations 2009 (lediglich ein Sieg über Italien), worauf Hadden im April 2009 zurücktrat. Drei Monate später trat der frühere englische Nationaltrainer Andy Robinson dessen Nachfolge an. Bei den End-of-year Internationals 2009 gelang den Schotten zuhause ein denkwürdiger 9:8-Sieg über Australien, der erste Erfolg über die Wallabies nach 27 Jahren.

### Aufwärtstendenz

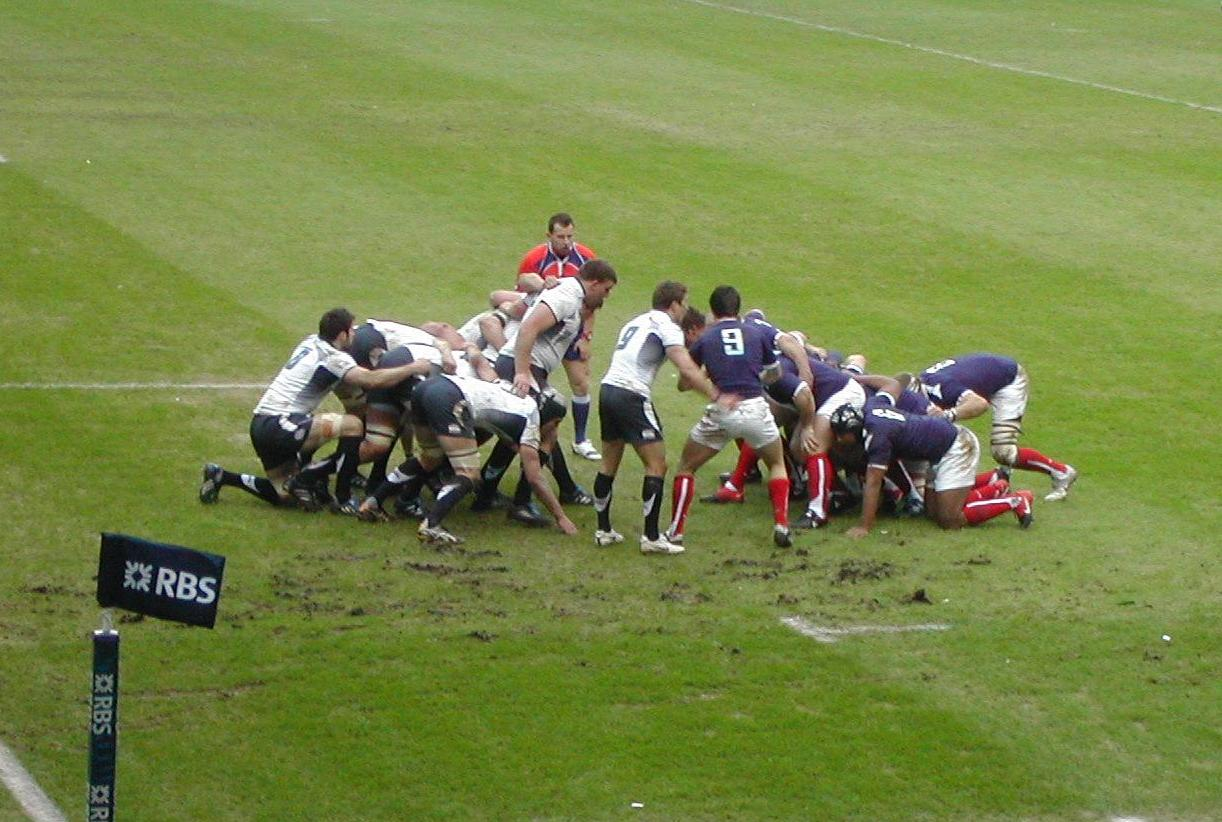
Gedränge beim Spiel Schottland gegen Frankreich beim Six Nations 2010

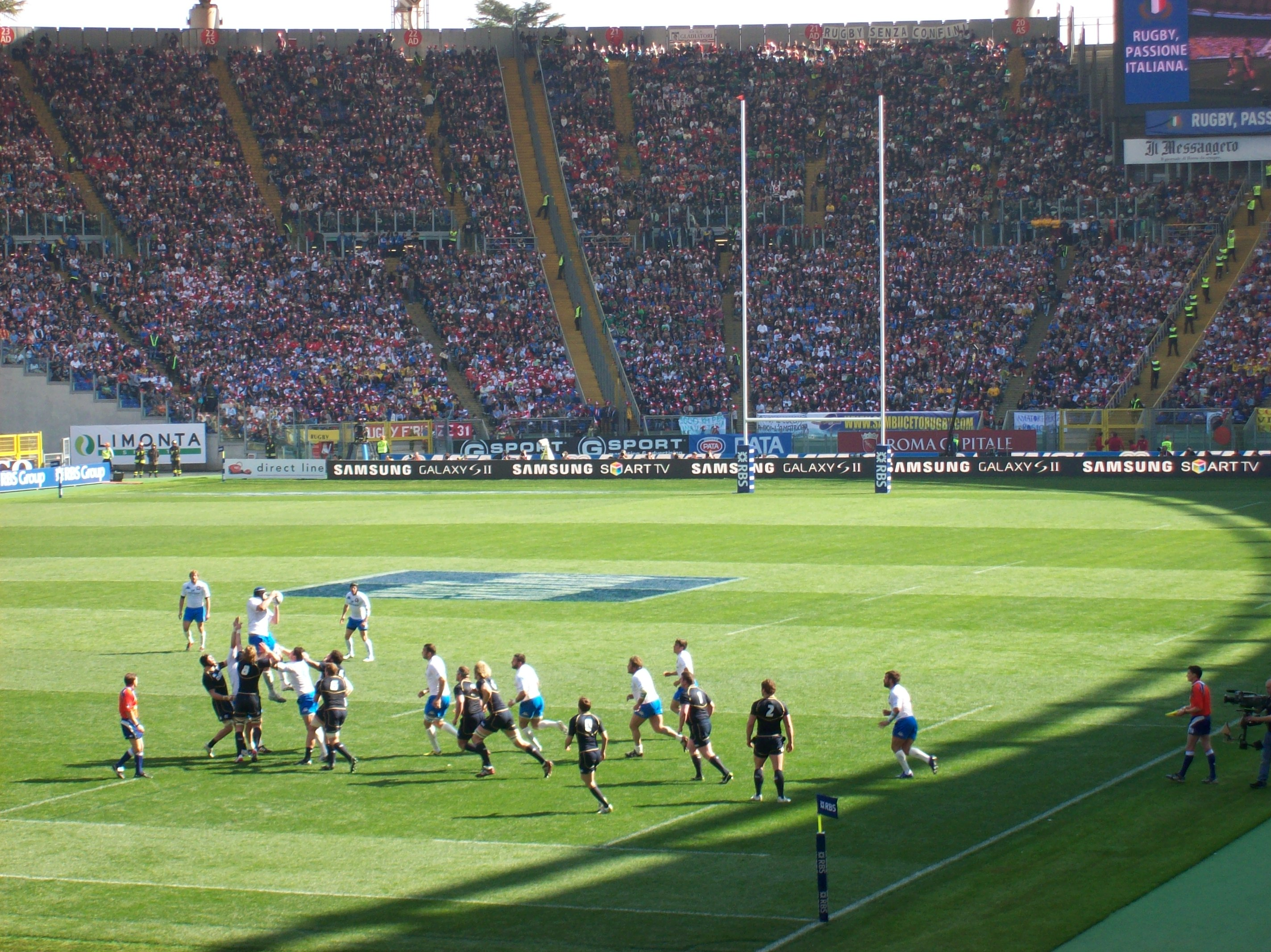
Gasse beim Spiel Schottland gegen Italien beim Six Nations 2012

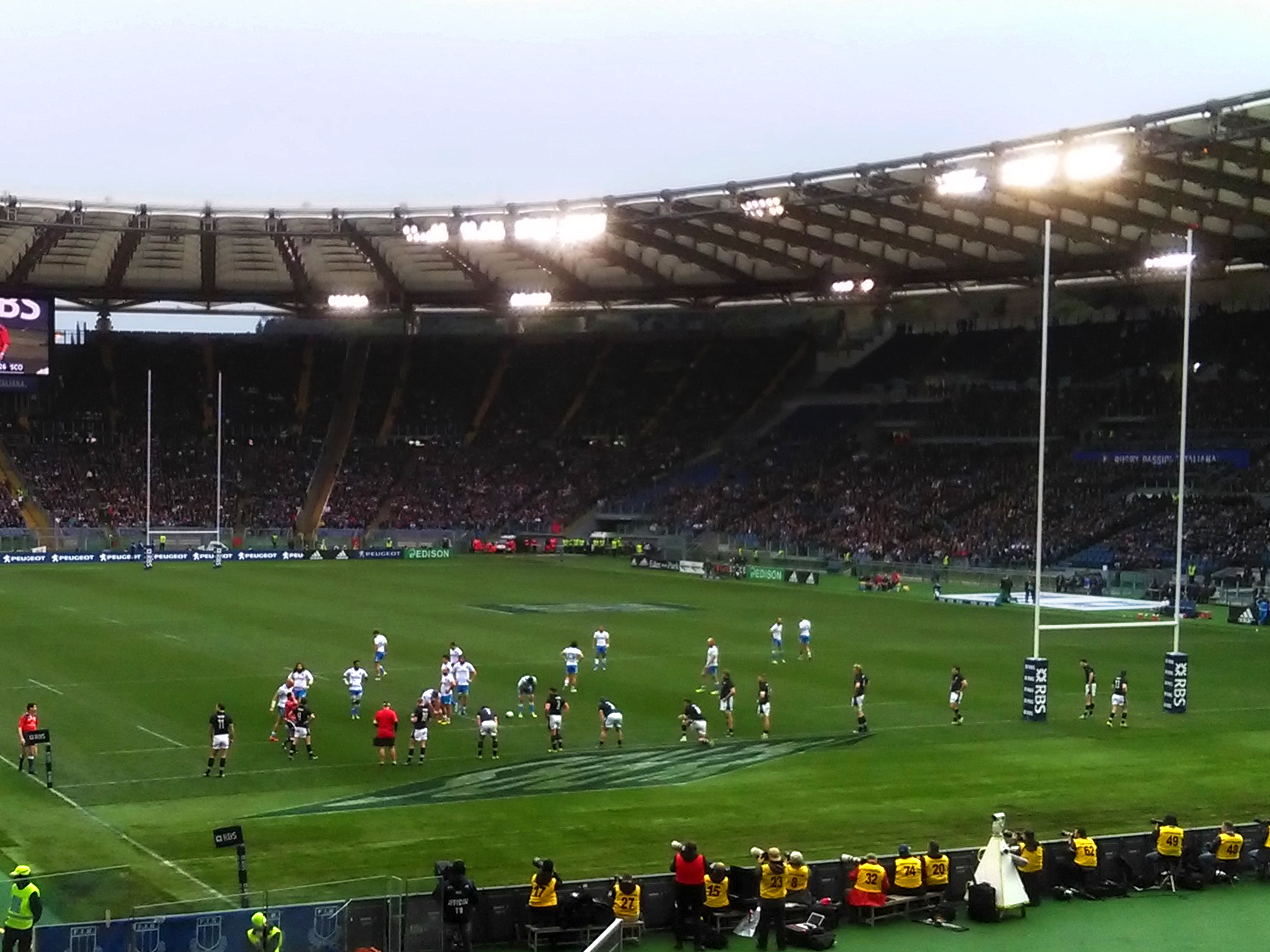
Schottland gegen Italien beim Six Nations 2016

Beim Six Nations 2010 resultierte ein Unentschieden gegen England und ein Sieg im letzten Spiel gegen Irland im Dubliner Croke Park. Durch einen Straftritt von Dan Parks in der letzten Minute gewannen die Schotten mit 23:20, wodurch sie den „Wooden spoon“ vermieden und die Iren die Triple Crown verpassten. Im Juni gewannen die Schotten beide Test Matches in Argentinien und setzten sich somit erstmals in einer Serie gegen die Pumas durch. Im November 2010 folgte ein weiterer Heimsieg über Südafrika. Beim Six Nations 2011 schaffte Schottland lediglich einen Sieg über Italien und entging erneut knapp dem letzten Tabellenrang. Ebenfalls wenig überzeugend präsentierte sich die Mannschaft bei der Weltmeisterschaft 2011 in Neuseeland und hatte erhebliche Mühe, sich gegen Rumänien und Georgien durchzusetzen. Als die Schotten daraufhin Argentinien mit 12:13 unterlagen, mussten sie im letzten Gruppenspiel unbedingt England bezwingen, um sich für das Viertelfinale zu qualifizieren. Nach einer Stunde führten sie scheinbar komfortabel mit 12:3, gaben das Spiel aber noch aus der Hand und verloren mit 12:16. Zum ersten Mal schied Schottland somit bereits in der Gruppenphase einer Weltmeisterschaft aus.
Beim Six Nations 2012 landete Schottland trotz vielversprechender Momente mit fünf Niederlagen am Tabellenende und rutschte auf den zwölften Platz der Weltrangliste ab, der schlechtesten Platzierung bisher. Angesichts dieser Umstände überraschend kam im Juni 2012 der 9:6-Auswärtssieg über Australien. Dies war seit 1982 der erste Sieg dort und das erste Mal seit 30 Jahren, dass Schottland die Wallabies zweimal in Folge bezwingen konnte. Nach einer Niederlage gegen Tonga trat Andy Robinson im November 2012 zurück, auf ihn folgte Scott Johnson als Interimstrainer. Der dritte Platz beim Six Nations 2013 war Schottlands beste Leistung seit 2006. Im Mai 2013 stellte die SRU Johnson als ersten Director of Rugby an und beauftragte ihn mit der Aufsicht über den gesamten schottischen Rugbysport. Zwar war bereits seit Mai 2013 bekannt, dass Vern Cotter neuer Nationaltrainer werden würde, doch die SRU musste bis 2014 warten, bis er von seinem Vertrag bei einem französischen Verein entbunden wurde.
Das Six Nations 2014 verlief enttäuschend, nachdem Schottland lediglich einen Sieg in Italien erzielte und Wales mit 3:51 unterlag. Cotter trat schließlich sein Amt an und bei den Mid-year Internationals 2014 gelangen den Schotten drei Siege über die besten Nationalmannschaften Amerikas, ehe man Südafrika mit 6:55 unterlag. Die Partie gegen Tonga am 22. November 2014 im Rugby Park in Kilmarnock war das erste Länderspiel weltweit auf Kunstrasen. Trotz des Optimismus unter Spielern und Fans verloren die Schotten beim Six Nations 2015 gegen alle anderen Teams. Bei der Vorbereitung auf die Weltmeisterschaft 2015 in England zeigten sie bessere Leistungen und gingen einigermaßen zuversichtlich ins Turnier. In der Vorrunde siegten sie über Japan, die USA und Samoa; hinzu kam eine Niederlage gegen Südafrika. Im Viertelfinale trafen die Schotten auf Australien und lagen bis 30 Sekunden vor dem Schlusspfiff mit 34:32 in Führung, ehe Schiedsrichter Craig Joubert den Australiern einen umstrittenen Straftritt zuerkannte, den Bernard Foley zum knappen 34:35-Endstand verwertete.
Beim Six Nations 2016 verlor Schottland die ersten beiden Spiele. Die längste Niederlagenserie seit den 1950er Jahren im jährlichen Turnier erstreckte sich somit auf neun Spiele und konnte schließlich mit einem Auswärtssieg in Italien beendet werden. Anschließend folgte ein Heimsieg gegen die Franzosen; Schottlands erster Erfolg über Frankreich seit 2006 beendete auch eine zehn Spiele andauernde Niederlagenserie gegen diese Mannschaft. Ende des Jahres feierten die Schotten den dritten aufeinanderfolgenden Sieg über Argentinien. Beim Six Nations 2017 zeigte Schottland deutlich bessere Leistungen und errang drei Heimsiege. Dem gegenüber stand eine 21:61-Rekordniederlage gegen England. Cotter trat vereinbarungsgemäß zurück und wurde im Juni 2017 durch Gregor Townsend ersetzt, wobei dieser Wechsel bereits zehn Monate früher festgestanden hatte. Im weiteren Verlauf des Jahres gelangen je ein Auswärts- und Heimsieg über Australien. Denkwürdig war vor allem das Heimspiel am 25. November, das die Schotten mit 53:24 gewannen; der höchste Sieg über die Wallabies überhaupt. Eine Woche zuvor waren die Schotten sehr knapp den Neuseeländern unterlegen und hätten beinahe ihren ersten Sieg gegen diese Mannschaft feiern können.
Die Schotten bezwangen beim Six Nations 2018 zuhause England mit 25:13 und durften erstmals seit 2008 den Calcutta Cup in Empfang nehmen. Im Rahmen dieses Turniers spielten Schottland und Frankreich erstmals um die Auld-Alliance-Trophäe, die in Erinnerung an die im Ersten Weltkrieg gefallenen Rugby-Nationalspieler beider Länder gestiftet worden war. Im letzten Spiel der Six Nations 2019 gelang den Schotten auswärts in Twickenham die Verteidigung des Calcutta Cup; sie rangen den Engländern ein 38:38-Unentschieden ab, nachdem sie zur Pause noch scheinbar aussichtslos mit 7:31 zurücklagen. Enttäuschend verlief die Weltmeisterschaft 2019 in Japan. Zwar wurden in der Vorrunde Samoa und Russland jeweils ohne Gegenpunkte bezwungen, doch Niederlagen gegen Irland und den Gastgeber führten zum vorzeitigen Ausscheiden. Wegen der Auswirkungen des Taifuns Hagibis war eine Zeitlang nicht klar, ob die Partie gegen Japan überhaupt stattfinden würde. Für Empörung sorgten Aussagen des CEO der Scottish Rugby Union, dass er rechtliche Schritte einleiten werde, sollte das Spiel abgesagt werden. World Rugby sprach daraufhin eine Geldstrafe von 70.000 Pfund gegen den Verband aus, da die Begegnung in Misskredit gebracht worden sei.
Beim Six Nations 2020 mussten die Schotten nach einer Heimniederlage den Calcutta Cup wieder den Engländern übergeben, worauf ihnen Heimsiege gegen die Franzosen und Waliser gelangen. Schottland holte sich mit dem insgesamt fünften Sieg in Twickenham beim Six Nations 2021 den Calcutta Cup zurück und legte mit einem Auswärtssieg gegen Frankreich noch einen drauf; letztmalig gelang ihnen dies 1926. Während den End-of-year Internationals 2021 gelangen ihnen Siege gegen Australien und Japan, sie unterlagen jedoch Südafrika. Während der Mid-year Internationals 2022 verlor Schottland seine Auswärtsserie gegen Argentinien mit 1:2. Sowohl bei den Six Nations 2022 als auch bei den Six Nations 2023 besiegten die Schotten die Engländer. Bei den End-of-year Internationals 2022 gewannen sie gegen Fidschi und Argentinien, unterlagen aber Australien und Neuseeland. Bei der Weltmeisterschaft 2023 in Frankreich kam Schottland trotz deutlicher Siege gegen Tonga (45:17) und Rumänien (84:0) aufgrund von Niederlagen gegen die Favoriten Südafrika (3:18) und Irland (14:36) nicht über die Vorrunde hinaus. Beim Six Nations 2024 gelang den Schotten der vierte aufeinander folgende Sieg gegen die Engländer.

## Trikot, Symbol und Hymne

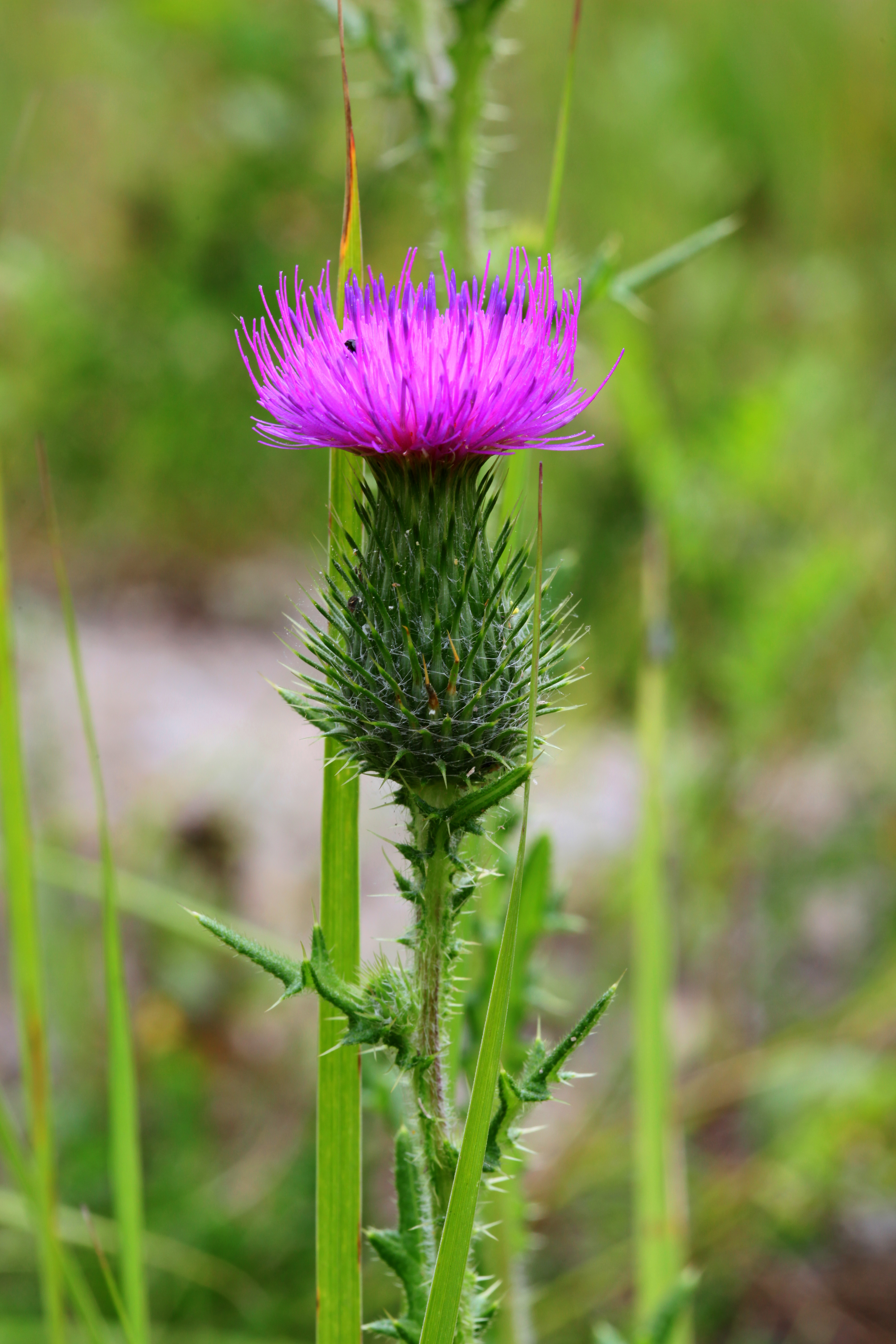
Die Distel, das Symbol Schottlands und der schottischen Nationalmannschaft

Die Distel ist die Nationalpflanze Schottlands und das Symbol der schottischen Nationalmannschaft. Einer Legende zufolge spielte die „beschützende Distel“ eine entscheidende Rolle bei der Verteidigung Schottlands gegen nächtlich angreifende Wikinger, als einer von ihnen barfuß auf eine Distel trat und sein Schmerzensschrei die schottischen Verteidiger warnte. Die lateinische Losung Nemo me impune lacessit (dt.: „Niemand reizt mich ungestraft“) war der Wahlspruch der schottischen Monarchen und er ist dies immer noch des Distelordens und der Scots Guards.
Das Lied Flower of Scotland dient als inoffizielle Hymne Schottlands. Es wurde 1967 von Roy Williamson, einem Gründungsmitglied der Band The Corries, komponiert und 1990 von der SRU als Ersatz für God Save the Queen angenommen. Im ersten Jahr mit Flower of Scotland als Hymne traf Schottland im entscheidenden Spiel der Five Nations 1990 auf England. Diese Kombination sorgte für eine explosive Stimmung und Schottland bezwang England mit 13:7, wodurch man sowohl das Turnier gewann als auch den Grand Slam schaffte. Bei Heimspielen im Murrayfield Stadium wird das Abspielen von Flower of Scotland für gewöhnlich von Dudelsäcken begleitet, wodurch eine eigene Atmosphäre geschaffen wird.
Schottland spielt traditionell in dunkelblauen Trikots, mit weißen Hosen und blauen Socken. Wenn Schottland die Heimmannschaft ist und die Gastmannschaft für gewöhnlich in dunkleren Farben spielt – wie beispielsweise Argentinien, Frankreich und Italien – bestreitet Schottland das Spiel im Auswärtstrikot. Dieses besteht traditionell aus einem weißen Trikot mit dunkelblauen Hosen und Socken. Für eine kurze Zeit, als Cotton Oxford der Trikotsponsor war, ersetzte man das weiße Trikot durch ein helleres Orange mit blauen Ringen um die Ärmel. Dieses Trikot wurde am 14. November 1998 erstmals gegen die New Zealand Māori getragen. Dieses alternative Trikot wich bereits zwei Jahre später dem traditionellen Weiß. In diesen zwei Jahren wurde dem traditionellen blauen Trikot außerdem lila hinzugefügt. Dies war eine bedeutende Abweichung von den traditionellen Farben Blau und Weiß, obwohl Lila von der Distelblume entlehnt war.
Im September 1993 stellte die SRU die Marke The Famous Grouse der Whiskybrennerei Glenturret als Sponsor vor, und erstmals wurde dem Trikot neben dem Namen des Ausrüsters der Name eines Sponsors hinzugefügt. Nach Abschluss eines neuen Vertrages 1997 erschien das Logo von The Famous Grouse auf dem schottischen Trikot. Bei Test Matches in Frankreich musste das Logo wegen des Évin-Gesetzes, das dort jegliche Werbung für Alkohol verbietet (einschließlich bei Sportereignissen), durch die Initialen TFG ersetzt werden. Im Mai 2007 beendete Glenturret nach 17 Jahren das Sponsoring. Danach blieb The Famous Grouse weiterhin mit der SRU verbunden und war von 2013 bis 2016 die „offizielle Spirituose des schottischen Rugby“. Diese Übereinkunft war vermutlich ein Zehntel der ursprünglichen Kosten wert und verbot der SRU, Verträge mit einem anderen Whiskyhersteller abzuschließen.
Im September 2007 gab die SRU bekannt, dass nach der Unterzeichnung eines Vertrages im Wert von 2,7 Millionen Pfund die Firma des damaligen Glasgow-Rangers-Vorsitzenden David E. Murray für drei Jahre der neue Trikotsponsor sein wird. Im August 2011 übernahm die Royal Bank of Scotland die Funktion als Hauptsponsor des schottischen Rugby, nachdem Murrays Unternehmen beschlossen hatte, das Sponsoring zu beenden. BT wurde im Rahmen des 2014 unterzeichneten Vertrags über 20 Millionen Pfund der primäre Trikotsponsor.

## Trikotausrüster und -sponsoren

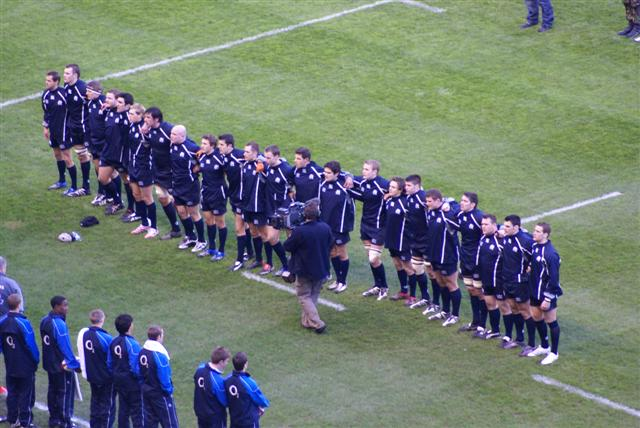
Die schottische Nationalmannschaft während der Nationalhymne in den traditionellen dunkelblauen Trikots, 2007

Seit den 1990er Jahren traten die folgenden Trikotausrüster und -sponsoren in Erscheinung:
| Zeitraum  | Ausrüster     | Sponsor                  |
| --------- | ------------- | ------------------------ |
| 1991–1994 | Umbro         | –                        |
| 1994–1998 | Pringle       | The Famous Grouse        |
| 1998–2000 | Cotton Oxford | The Famous Grouse        |
| 2000–2008 | Canterbury    | The Famous Grouse        |
| 2008–2011 | Canterbury    | Murray                   |
| 2011–2013 | Canterbury    | RBS                      |
| 2013–2015 | Macron        | RBS                      |
| 2015–21   | Macron        | BT                       |
| 2021–23   | Macron        | Peter Vardy Group        |
| seit 2024 | Macron        | Arnold Clark Automobiles |

## Heimstadion

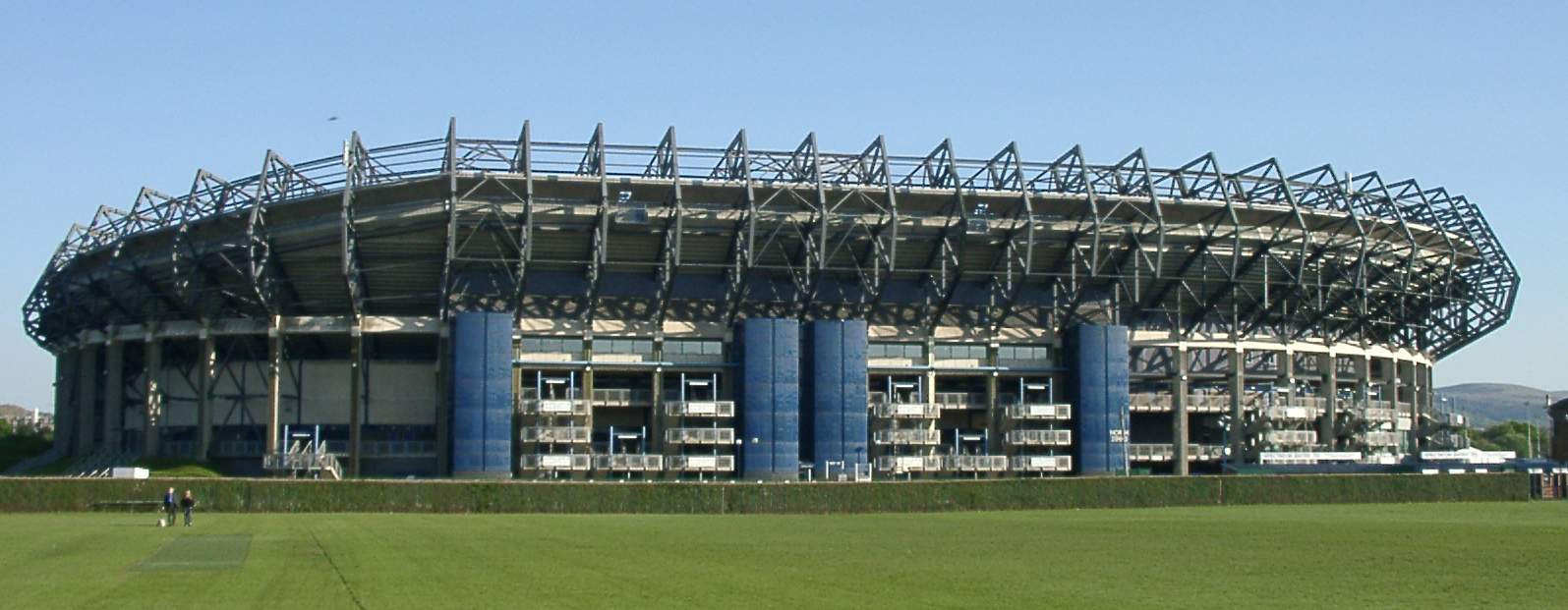
Das Murrayfield Stadium in Edinburgh

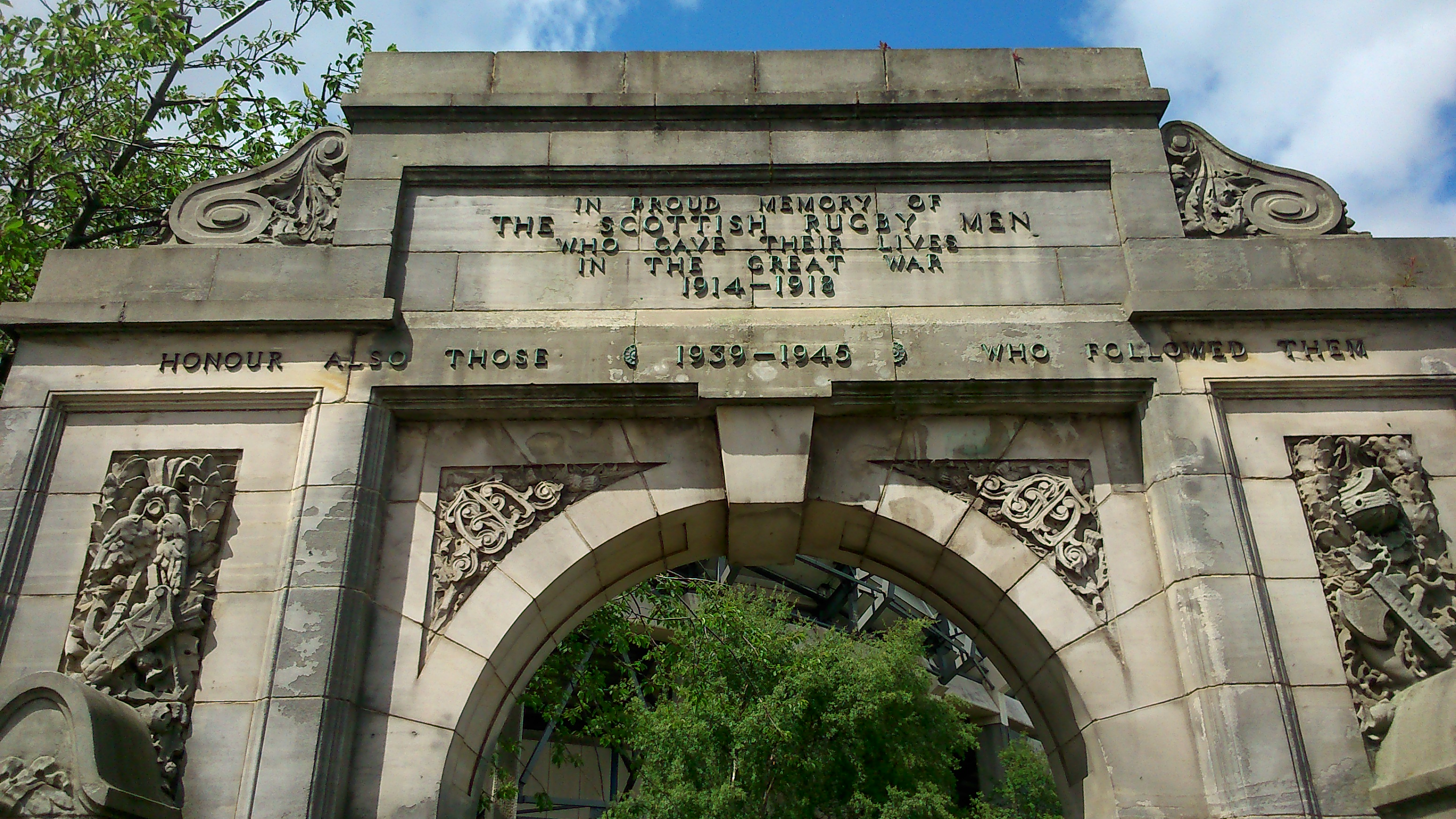
Denkmal zur Erinnerung an Rugbyspieler, die in den beiden Weltkriegen starben

Das erste Länderspiel zwischen zwei Rugby-Nationalmannschaften fand im Raeburn Place in Edinburgh statt. Von 1871 bis 1925 bestritt die schottische Mannschaft ihre Heimspiele dort und in mehreren anderen Stadien, bevor sie das Murrayfield Stadium bezog. Die damalige Scottish Football Union war zunächst gezwungen, verschiedene Cricketfelder für die Nationalmannschaft zu mieten, weshalb sie ein eigenes Stadion plante. Ihre Suche dauerte sieben Jahre, denn keine Gemeinde war bereit, die Mannschaft zu beherbergen – mit dem Vorwand, dass die Fans an Spieltagen wie wilde Horden auftauchen würden. 1897 erwarb der Verband schließlich ein Grundstück in Inverleith im Wert von 3.800 Pfund und Schottland war damit die erste der vier Home Nations, die über ein eigenes Spielfeld verfügte. Das erste Spiel fand am 18. Februar 1899 gegen Irland statt. Inverleith beherbergte bis zum 25. Januar 1925 die schottischen Heimspiele.
Die SRU hatte im Jahr 1920 ein Grundstück vom Edinburgh Polo Club erworben und daraufhin mit der Errichtung des ersten Murrayfield Stadium begonnen, das am 21. März 1925 eingeweiht wurde. Das erste Spiel dort war Schottland gegen England vor etwa 70.000 Zuschauern, das die Schotten gewannen und ihnen gleichzeitig den ersten Grand Slam bescherte. Während des Zweiten Weltkrieges nutzte die Royal Air Force das Murrayfield Stadium als Lager. Der Verband wich dann zwei Jahre lang nach Inverleith aus, bis die Royal Air Force das Stadion 1944 zurückgab. 1975 konnte es bis zu 104.000 Zuschauer beherbergen; aus Sicherheitsgründen musste die Kapazität jedoch reduziert werden. Ein Feldheizsystem wurde Anfang der 1990er Jahre installiert und während der Weltmeisterschaft 1991 eingesetzt. Es erleichtert Spiele in den Wintermonaten. Auf der Südostseite des Stadions, in der Nähe der Eisenbahnbrücke, wurde ein Denkmal zur Erinnerung an die schottische Rugbyspieler errichtet, die während des Zweiten Burenkrieges und den beiden Weltkriegen starben.
Seit 2004 werden Länderspiele gegen so genannte „kleine“ Nationalmannschaften sporadisch auch in Aberdeen, Glasgow, Kilmarnock und Perth ausgetragen.

## Test Matches

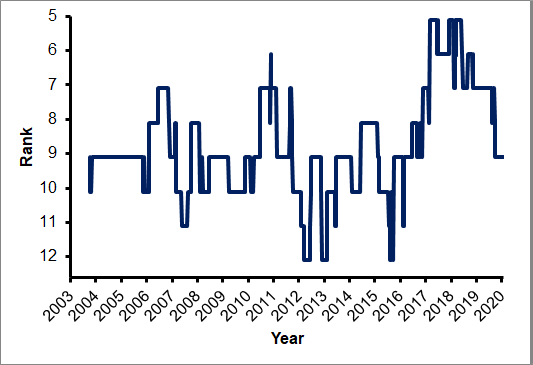
Schottland auf der Weltrangliste von World Rugby seit dem 10. Oktober 2003

Schottland hat 336 seiner bisher 762 Test Matches gewonnen, was einer Gewinnquote von 44,09 % entspricht. Schottlands Statistik der Test Matches gegen alle Nationen, alphabetisch geordnet, ist wie folgt (Stand: 13. August 2025):
| Land               | Spiele | Gewonnen | Unent- schieden | Verloren | % Siege |
| ------------------ | ------ | -------- | --------------- | -------- | ------- |
| Argentinien        | 22     | 11       | 0               | 11       | 50,00   |
| Australien         | 35     | 13       | 0               | 22       | 37,14   |
| Chile              | 2      | 2        | 0               | 2        | 100,00  |
| Elfenbeinküste     | 1      | 1        | 0               | 0        | 100,00  |
| England            | 143    | 47       | 19              | 77       | 32,87   |
| Fidschi            | 11     | 8        | 0               | 3        | 72,72   |
| Frankreich         | 104    | 41       | 3               | 60       | 39,42   |
| Georgien           | 6      | 6        | 0               | 0        | 100,00  |
| Irland             | 143    | 65       | 6               | 72       | 45,45   |
| Italien            | 38     | 29       | 0               | 9        | 76,32   |
| Kanada             | 6      | 5        | 0               | 1        | 83,33   |
| Japan              | 9      | 8        | 0               | 1        | 88,89   |
| Neuseeland         | 32     | 0        | 2               | 30       | 0,00    |
| Pacific Islanders  | 1      | 1        | 0               | 0        | 100,00  |
| Portugal           | 2      | 2        | 0               | 0        | 100,00  |
| Rumänien           | 14     | 12       | 0               | 2        | 85,71   |
| Russland           | 1      | 1        | 0               | 0        | 100,00  |
| Samoa              | 13     | 11       | 1               | 1        | 84,62   |
| Simbabwe           | 2      | 2        | 0               | 0        | 100,00  |
| Spanien            | 1      | 1        | 0               | 0        | 100,00  |
| Südafrika          | 30     | 5        | 0               | 25       | 16,67   |
| Tonga              | 6      | 5        | 0               | 1        | 83,33   |
| Uruguay            | 2      | 2        | 0               | 0        | 100,00  |
| Wales              | 133    | 53       | 3               | 75       | 39,85   |
| Vereinigte Staaten | 7      | 6        | 0               | 1        | 85,71   |
| Gesamt             | 762    | 336      | 32              | 394      | 44,09   |

Nicht inbegriffen sind Spiele gegen diverse Auswahlmannschaften im Rahmen der Überseetouren der Amateur-Ära sowie die von der Scottish Rugby Union (SRU) nicht offiziell anerkannten Begegnungen mit Nichtmitgliedern, denen lange Zeit nicht der volle Status als Test Matches zugestanden wurde – auch rückwirkend nicht. Die Spiele im Rahmen der Victory Internationals gelten nicht als Test Matches, ebenso wenig Begegnungen mit den Barbarians.

## Rivalitäten mit anderen Nationalmannschaften

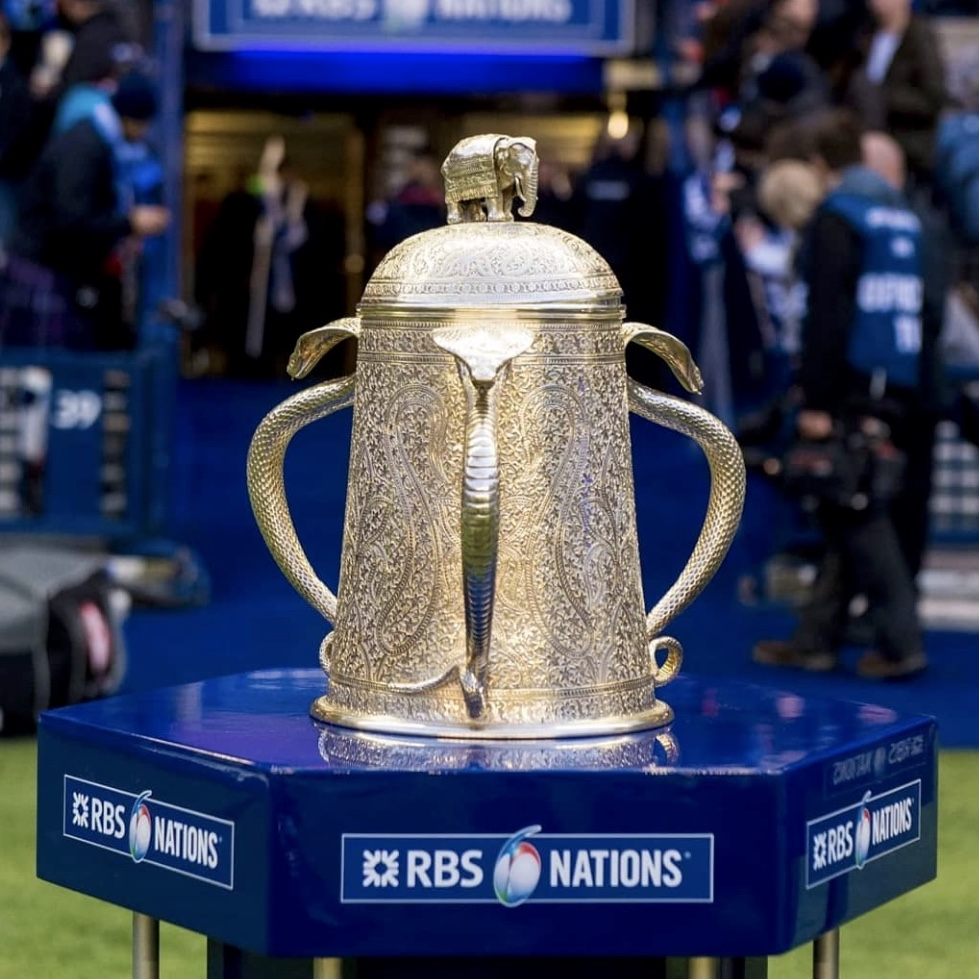
Der Calcutta Cup ist eine der ältesten Trophäen im internationalen Rugby und wird seit 1879 zwischen Schottland und England ausgespielt

Insbesondere mit den Nationalmannschaften der benachbarten britischen Home Nations pflegen die Schotten eine große Rivalität, wobei das Duell mit England besonders hervorzuheben ist. Das erste Test Match überhaupt fand 1871 gegen England statt und seit 1879 spielen beide Mannschaften um den Calcutta Cup, der ältesten Trophäe im internationalen Sport. Von den 143 bisherigen Begegnungen gewann England 77 und Schottland 47, hinzu kommen 19 Unentschieden. Bei Weltmeisterschaften trafen die Mannschaften bisher zweimal aufeinander (1991 und 2011), wobei England beide Spiele für sich entschied. Erwähnenswert ist auch das Test Match um den Calcutta Cup 1938. Es war das erste im Fernsehen übertragene Rugbyspiel überhaupt und wurde von der BBC ausgestrahlt.
Neben England ist auch Irland ein großer Rivale. Diese Rivalität zwischen den beiden “keltischen Nationen” ist geprägt durch viele besondere Vorfälle im Lauf der Jahrzehnte; zusätzlich gewinnt die Rivalität eine besondere Note durch die wechselseitige Einwanderung, die im 19. und auch im 20. Jahrhundert stattfand. Von den 143 bisherigen Begegnungen gewann Irland 72 und Schottland 65, zuzüglich 6 Unentschieden. Bei Weltmeisterschaften trafen die Mannschaften bisher dreimal aufeinander (Gruppenspiele 1991, 2019 und 2023), wobei Schottland 1991 gewann und Irland 2019 sowie 2023.
Wie die anderen etablierten Rugbynationen der nördlichen Hemisphäre pflegt auch Schottland eine gewisse Rivalität mit den „großen“ Nationalmannschaften der südlichen Hemisphäre. So traf Schottland bisher fünfmal bei Weltmeisterschaften auf die All Blacks, verlor jedoch alle Spiele (Viertelfinale 1987, Spiel um Platz drei 1991, Viertelfinale 1995, Viertelfinale 1999 und Gruppenspiel 2007). Gegen die Springboks ist die Bilanz bei Weltmeisterschaften ebenfalls negativ: Alle drei bisherigen Gruppenspiele gingen verloren (1999, 2015 und 2023). Gegen die Wallabies erzielte Schottland eine ähnliche Bilanz: Sowohl das Viertelfinale 2003 als auch das Viertelfinale 2015 gingen verloren.

## Erfolge

### Weltmeisterschaften

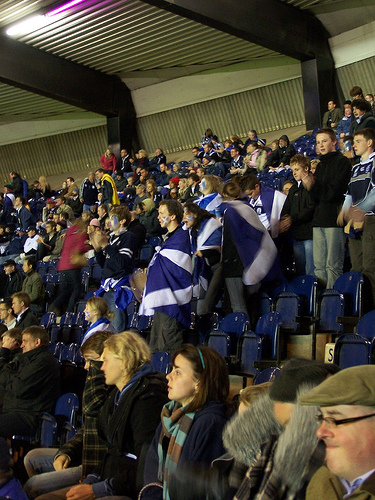
Schottische Rugby-Anhänger während des Spieles gegen Rumänien bei der Weltmeisterschaft 2007 im Murrayfield Stadium in Edinburgh

Schottland hat bisher an jeder Weltmeisterschaft teilgenommen und erreichte bisher einmal den vierten Platz (1991), das bisher beste Ergebnis für die Schotten, nachdem man das Halbfinale gegen England und das Spiel um Platz 3 gegen Neuseeland verlor. Außerdem erreichte Schottland bisher sechsmal das Viertelfinale, verlor aber jeweils gegen Neuseeland (1987, 1995, 1999) und Australien (2003 und 2015) sowie Argentinien (2007). Bei drei weiteren Weltmeisterschaftsteilnahmen (2011, 2019 und 2023) kam Schottland nach jeweils zwei gewonnenen und zwei verlorenen Spielen nicht über die Gruppenphase hinaus.
| Jahr | Resultat        | Spiele          | Siege           | Unent.          | Ndlg.           | +/-             | Punkte          |
| ---- | --------------- | --------------- | --------------- | --------------- | --------------- | --------------- | --------------- |
| 1987 | Viertelfinale   | 4               | 2               | 1               | 1               | 138:99          | 5               |
| 1991 | 4. Platz        | 6               | 4               | 0               | 2               | 162:64          | 9               |
| 1995 | Viertelfinale   | 4               | 2               | 0               | 2               | 179:75          | 7               |
| 1999 | Viertelfinale   | 5               | 3               | 0               | 2               | 173:108         | 4               |
| 2003 | Viertelfinale   | 5               | 3               | 0               | 2               | 118:130         | 14              |
| 2007 | Viertelfinale   | 5               | 3               | 0               | 2               | 129:85          | 14              |
| 2011 | Vorrunde        | 4               | 2               | 0               | 2               | 73:59           | 11              |
| 2015 | Viertelfinale   | 5               | 3               | 0               | 2               | 170:128         | 14              |
| 2019 | Vorrunde        | 4               | 2               | 0               | 2               | 119:55          | 11              |
| 2023 | Vorrunde        | 4               | 2               | 0               | 2               | 146:71          | 10              |
| 2027 | qualifiziert    | qualifiziert    | qualifiziert    | qualifiziert    | qualifiziert    | qualifiziert    | qualifiziert    |
| 2031 | noch ausstehend | noch ausstehend | noch ausstehend | noch ausstehend | noch ausstehend | noch ausstehend | noch ausstehend |

### Home Nations / Five Nations / Six Nations

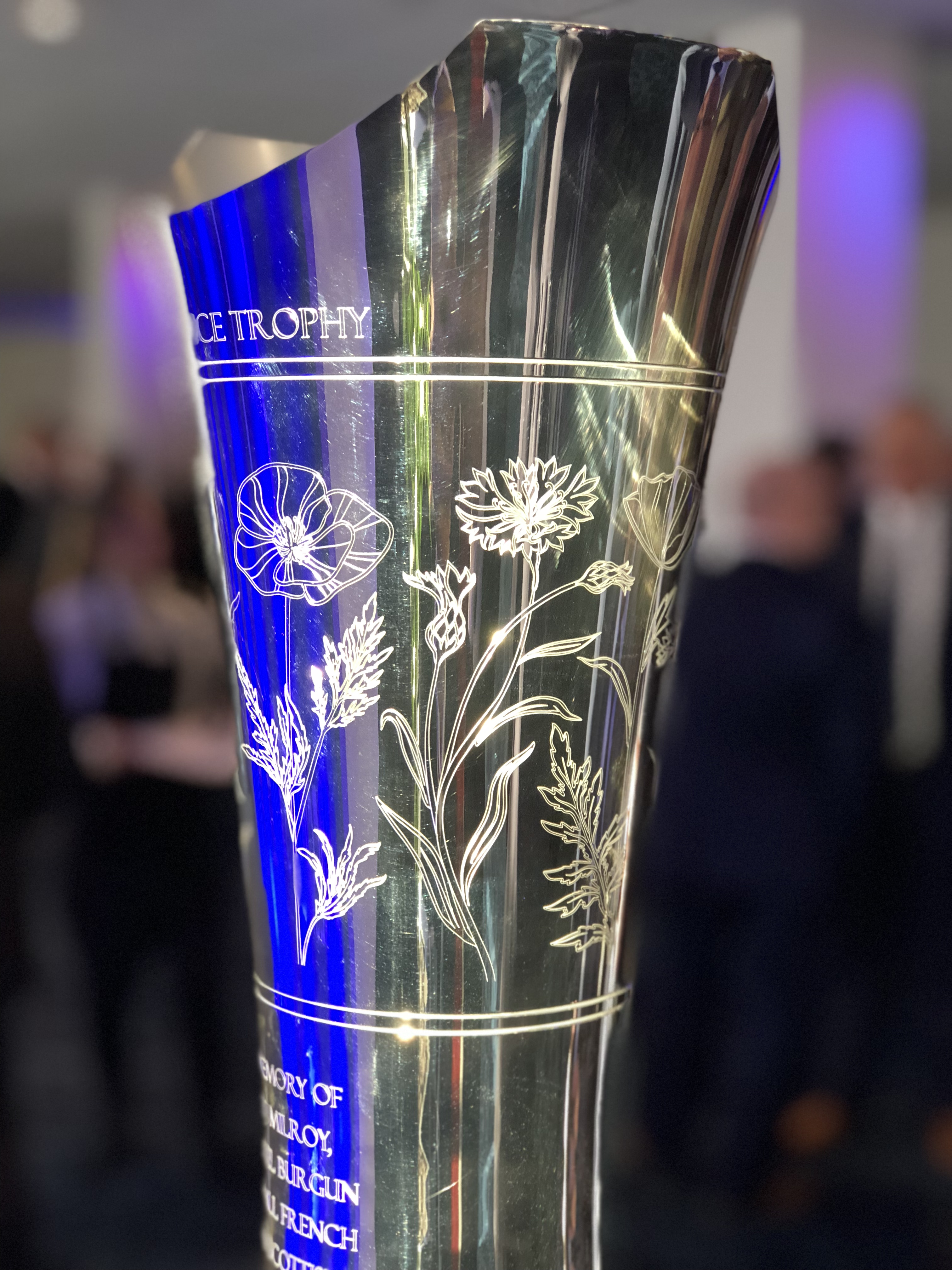
Die Auld-Alliance-Trophäe

Schottlands einziges jährliches Turnier sind die Six Nations, wo man gegen fünf andere europäische Mannschaften antritt: England, Frankreich, Irland, Italien und Wales. Die Six Nations begannen 1883 als Home Nations Championship, und Schottland teilte sich 1886 erstmals den Titel mit England, bevor man den Titel ein Jahr später alleine gewann. Schottland gewann das Turnier bisher 15 Mal, dazu kamen neun geteilte Titel. Schottland erzielte drei Mal den Grand Slam (einschließlich der Triple Crown): 1925, 1984 und 1990, sowie sieben weitere Triple Crowns. Seit 2000 gelang Schottland jedoch kein Titelgewinn mehr. Während den Six Nations spielt Schottland gegen England um den Calcutta Cup, den Schottland 1882 erstmals gewann. Seit 1989 spielt Schottland während den Six Nations den Centenary Quaich gegen Irland aus, seit 2018 die Auld-Alliance-Trophäe gegen Frankreich sowie den Doddie Weir Cup gegen Wales, und seit 2022 den Cuttitta Cup gegen Italien.
- 15 alleinige Siege (1887, 1889, 1891, 1895, 1901, 1903, 1904, 1907, 1925, 1929, 1933, 1938, 1984, 1990, 1999)
- 9 geteilte Siege (1886, 1888, 1890, 1920, 1926, 1927, 1964, 1973, 1986)
- 3 Grand Slams (1925, 1984, 1990)
- 10 Triple Crowns (1891, 1895, 1901, 1903, 1907, 1925, 1933, 1938, 1984, 1990)

### Weitere Test Matches

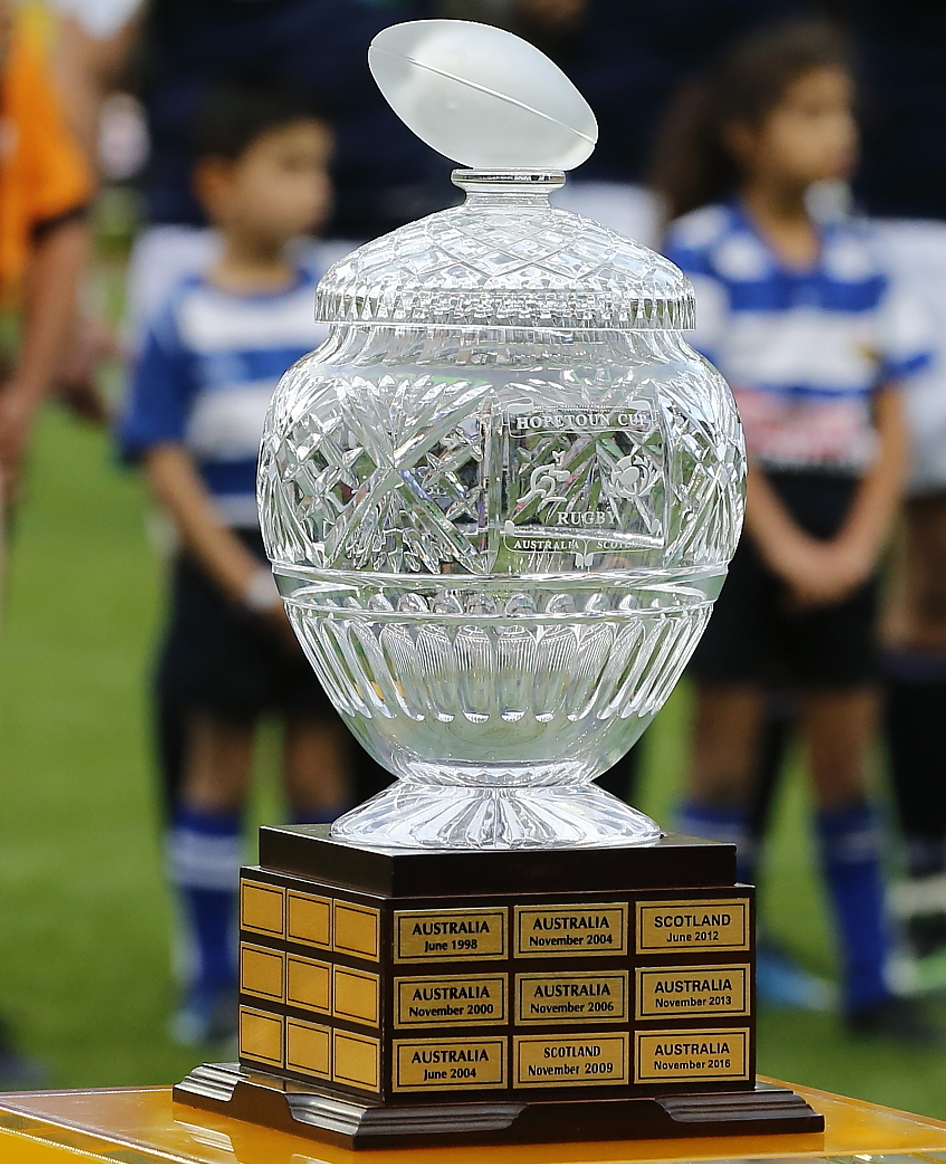
Der Hopetoun Cup

Während der Amateur-Ära tourte Schottland zum Teil monatelang ins Ausland, um gegen andere Nationalteams sowie gegen Regionalauswahlen und Vereinsmannschaften anzutreten. Ebenso empfing man in Schottland tourende Nationalteams. Die Touren nach alter Tradition kamen um das Jahr 2000 zum Erliegen. Heute stehen für Test Matches gegen Teams der südlichen Hemisphäre jedes Jahr zwei Zeitfenster zur Verfügung. Bei den Mid-year Internationals im Juni reist Schottland in die Südhemisphäre, bei den End-of-year Internationals im November empfängt man Mannschaften aus der Südhemisphäre in Schottland. Dabei spielt Schottland seit 1998 gegen Australien um den Hopetoun Cup und seit 2008 gegen Kanada um die Douglas Horn Trophy.

## Spieler

### Aktueller Kader
Die folgenden Spieler bildeten den Kader während der Six Nations 2025:
| Spieler             | Position         | Mannschaft         | Länderspiele |
| ------------------- | ---------------- | ------------------ | ------------ |
| Jamie Dobie         | Gedrängehalb     | Glasgow Warriors   | 09           |
| George Horne        | Gedrängehalb     | Glasgow Warriors   | 34           |
| Ben White           | Gedrängehalb     | Toulon             | 24           |
| Fergus Burke        | Verbinder        | Saracens           | 0            |
| Tom Jordan          | Verbinder        | Glasgow Warriors   | 03           |
| Finn Russell        | Verbinder        | Bath               | 82           |
| Matt Currie         | Innendreiviertel | Edinburgh          | 04           |
| Rory Hutchinson     | Innendreiviertel | Northampton Saints | 08           |
| Huw Jones           | Innendreiviertel | Glasgow Warriors   | 53           |
| Stafford McDowall   | Innendreiviertel | Glasgow Warriors   | 08           |
| Darcy Graham        | Außendreiviertel | Edinburgh          | 42           |
| Arron Reed          | Außendreiviertel | Sale Sharks        | 03           |
| Kyle Rowe           | Außendreiviertel | Glasgow Warriors   | 09           |
| Duhan van der Merwe | Außendreiviertel | Edinburgh          | 44           |
| Blair Kinghorn      | Schlussmann      | Toulouse           | 55           |
| Ollie Smith         | Schlussmann      | Glasgow Warriors   | 10           |

| Spieler            | Position             | Mannschaft       | Länderspiele |
| ------------------ | -------------------- | ---------------- | ------------ |
| Ewan Ashman        | Hakler               | Edinburgh        | 22           |
| Dave Cherry        | Hakler               | Edinburgh        | 11           |
| Patrick Harrison   | Hakler               | Glasgow Warriors | 03           |
| Jamie Bhatti       | Pfeiler              | Glasgow Warriors | 35           |
| Zander Fagerson    | Pfeiler              | Glasgow Warriors | 70           |
| Will Hurd          | Pfeiler              | Leicester Tigers | 04           |
| D’Arcy Rae         | Pfeiler              | Edinburgh        | 02           |
| Pierre Schoeman    | Pfeiler              | Edinburgh        | 37           |
| Rory Sutherland    | Pfeiler              | Glasgow Warriors | 37           |
| Grant Gilchrist    | Zweite-Reihe-Stürmer | Edinburgh        | 74           |
| Richie Gray        | Zweite-Reihe-Stürmer | Bordeaux Bègles  | 77           |
| Cameron Henderson  | Zweite-Reihe-Stürmer | Leicester Tigers | 01           |
| Ewan Johnson       | Zweite-Reihe-Stürmer | Oyonnax          | 04           |
| Marshall Sykes     | Zweite-Reihe-Stürmer | Edinburgh        | 01           |
| Gregor Brown       | Flügelstürmer        | Glasgow Warriors | 04           |
| Luke Crosbie       | Flügelstürmer        | Edinburgh        | 12           |
| Rory Darge         | Flügelstürmer        | Glasgow Warriors | 25           |
| Jack Dempsey       | Flügelstürmer        | Glasgow Warriors | 22           |
| Matt Fagerson      | Flügelstürmer        | Glasgow Warriors | 50           |
| Euan Ferrie        | Flügelstürmer        | Glasgow Warriors | 0            |
| Jack Mann          | Flügelstürmer        | Glasgow Warriors | 0            |
| Alexander Masibaka | Flügelstürmer        | Soyaux Angoulême | 0            |
| Jamie Ritchie      | Flügelstürmer        | Edinburgh        | 54           |

### Bekannte Spieler

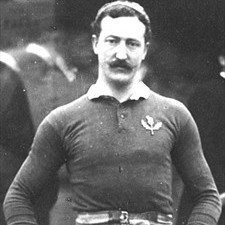
Bill Maclagan (ca. 1878–1890)

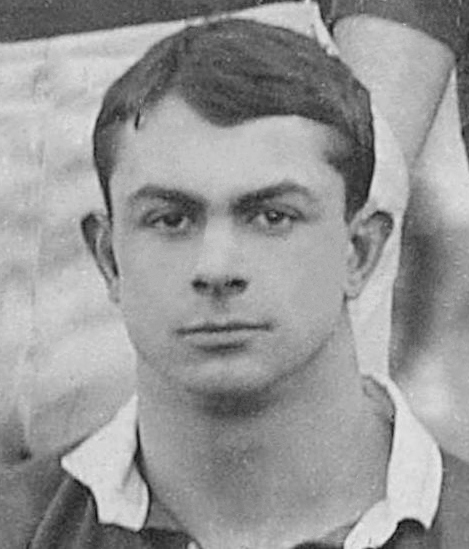
David Bedell-Sivright (vor 1915)

Zehn ehemalige schottische Spieler wurden aufgrund ihrer herausragenden Leistungen in die World Rugby Hall of Fame aufgenommen:
| Spieler               | Position                    | Aufnahme |
| --------------------- | --------------------------- | -------- |
| Ned Haig              | Erfinder des 7er-Rugby      | 2008     |
| Bill Maclagan         | Dreiviertelreihe            | 2009     |
| Ian McGeechan         | Verbinder, Innendreiviertel | 2009     |
| David Bedell-Sivright | Stürmer                     | 2013     |
| Gavin Hastings        | Schlussmann                 | 2013     |
| Jim Greenwood         | Nummer Acht, Flügelstürmer  | 2014     |
| Andy Irvine           | Schlussmann                 | 2015     |
| Gordon Brown          | Zweite-Reihe-Stürmer        | 2015     |
| Phil Macpherson       | Innendreiviertel            | 2016     |
| Jim Telfer            | Nummer Acht                 | 2021     |

Ebenfalls in die Hall of Fame aufgenommen wurde der Melrose RFC (für die Erfindung des Siebener-Rugbys) und der Sportkommentator Bill McLaren (für seinen Einfluss auf den Sport).

### Spielerstatistiken

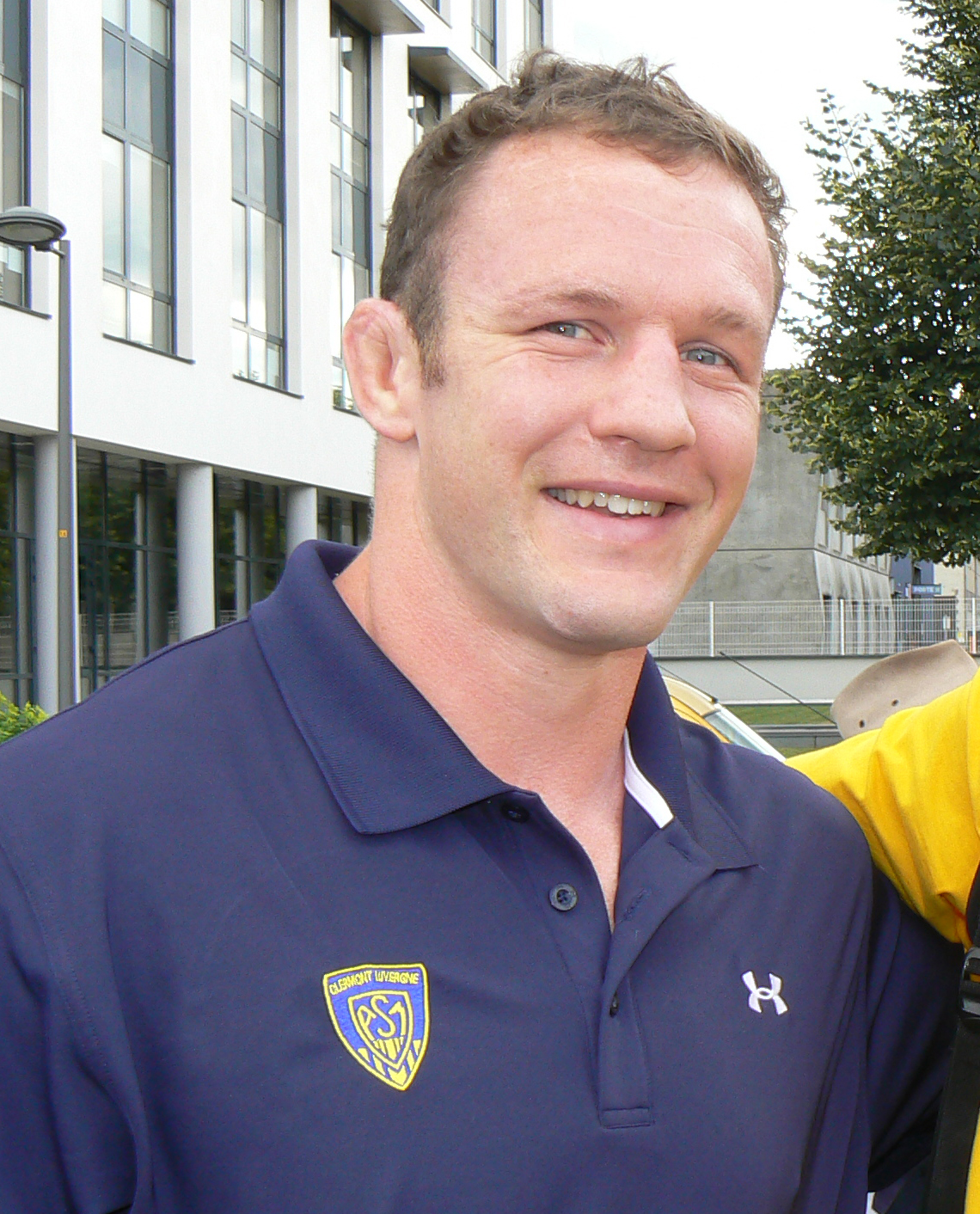
Jason White (2010)

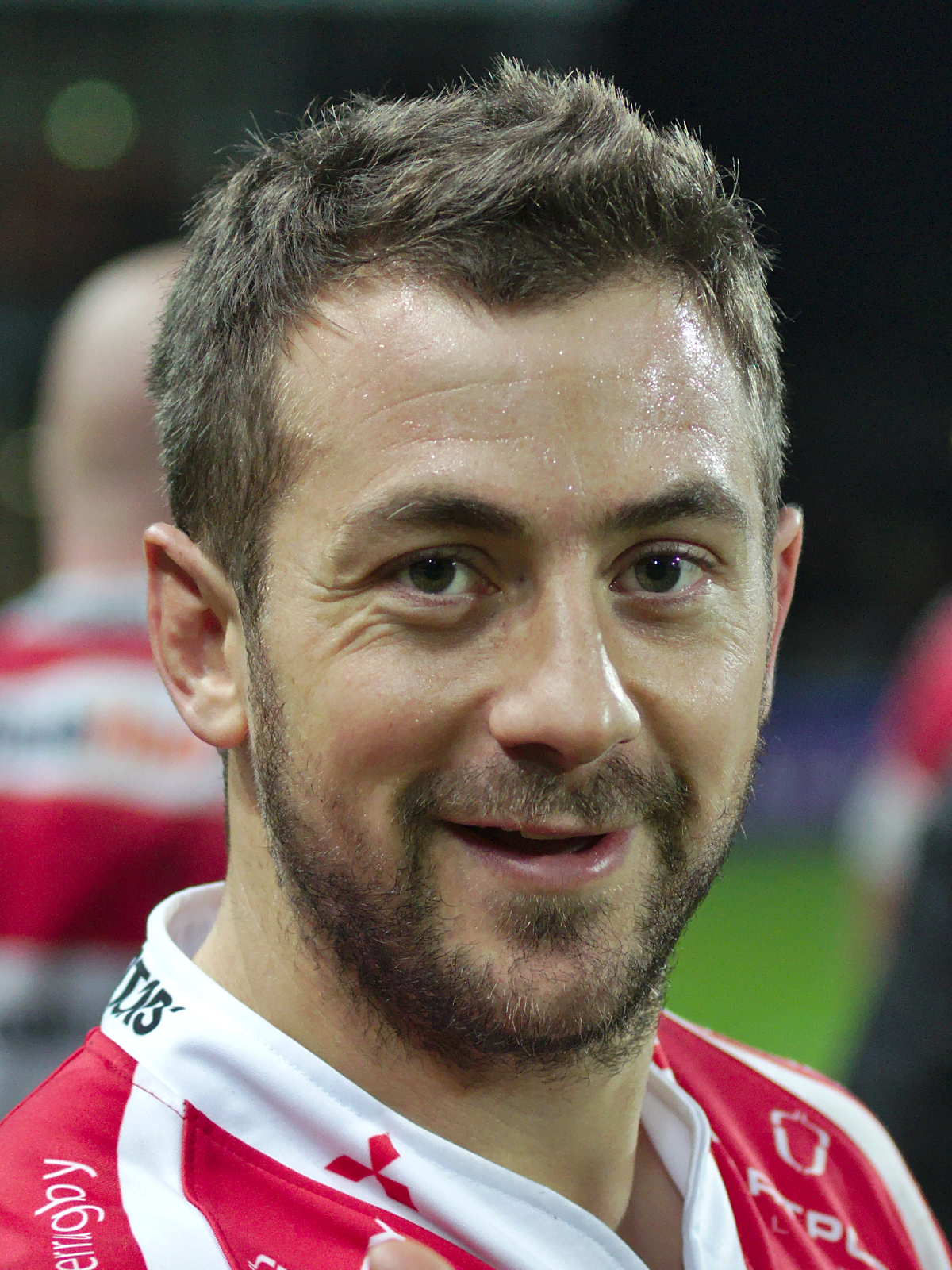
Greig Laidlaw (2014)

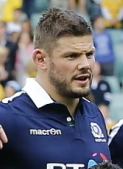
Ross Ford (2017)

Nachfolgend sind die wichtigsten Statistiken aufgelistet, die Spieler Schottlands betreffen. Die mit * markierten Spieler sind noch aktiv und können sich weiter verbessern.
(Stand: März 2025)
| Rang | Name              | Zeitraum  | Spiele |
| ---- | ----------------- | --------- | ------ |
| 01   | Ross Ford         | 2004–2017 | 110    |
| 02   | Chris Paterson    | 1999–2011 | 109    |
| 03   | Sean Lamont       | 2004–2016 | 105    |
| 04   | Stuart Hogg       | 2012–2023 | 100    |
| 05   | Scott Murray      | 1997–2007 | 087    |
| 06   | Finn Russell *    | 2014–2025 | 087    |
| 07   | Mike Blair        | 2002–2012 | 085    |
| 08   | Gregor Townsend   | 1993–2003 | 082    |
| 09   | Jonny Gray *      | 2013–2025 | 081    |
| 10   | Grant Gilchrist * | 2013–2025 | 080    |

| Rang | Name           | Zeitraum  | Spiele |
| ---- | -------------- | --------- | ------ |
| 01   | Greig Laidlaw  | 2013–2019 | 40     |
| 02   | David Sole     | 1989–1992 | 25     |
| 03   | Stuart Hogg    | 2020–2022 | 22     |
| 04   | Bryan Redpath  | 1998–2003 | 21     |
| 05   | Gavin Hastings | 1993–1995 | 20     |
| 06   | Ian McLauchlan | 1973–1979 | 19     |
| 07   | Jason White    | 2005–2008 | 19     |
| 08   | Rob Wainwright | 1995–1998 | 16     |
| 09   | John Barclay   | 2017–2019 | 15     |
| 10   | Andy Irvine    | 1980–1982 | 15     |

| Rang | Name           | Zeitraum  | Punkte |
| ---- | -------------- | --------- | ------ |
| 01   | Chris Paterson | 1999–2011 | 809    |
| 02   | Greig Laidlaw  | 2010–2019 | 714    |
| 03   | Gavin Hastings | 1986–1995 | 667    |
| 04   | Finn Russell * | 2014–2025 | 436    |
| 05   | Andy Irvine    | 1972–1982 | 269    |
| 06   | Dan Parks      | 2004–2012 | 266    |
| 07   | Kenny Logan    | 1992–2003 | 220    |
| 08   | Peter Dods     | 1983–1991 | 210    |
| 09   | Stuart Hogg    | 2012–2023 | 171    |
| 10   | Craig Chalmers | 1989–1999 | 166    |

| Rang | Name                             | Zeitraum                         | Versuche                         |
| ---- | -------------------------------- | -------------------------------- | -------------------------------- |
| 01   | Duhan van der Merwe *            | 2020–2025                        | 31                               |
| 02   | Darcy Graham *                   | 2018–2025                        | 30                               |
| 03   | Stuart Hogg                      | 2012–2023                        | 27                               |
| 04   | Ian Smith                        | 1924–1933                        | 24                               |
| 05   | Tony Stanger                     | 1989–1993                        | 24                               |
| 06   | Huw Jones *                      | 2016–2025                        | 23                               |
| 07   | Chris Paterson                   | 1999–2011                        | 22                               |
| 08   | Tommy Seymour                    | 2013–2019                        | 20                               |
| 09   | Drei Spieler mit je 17 Versuchen | Drei Spieler mit je 17 Versuchen | Drei Spieler mit je 17 Versuchen |

## Trainer

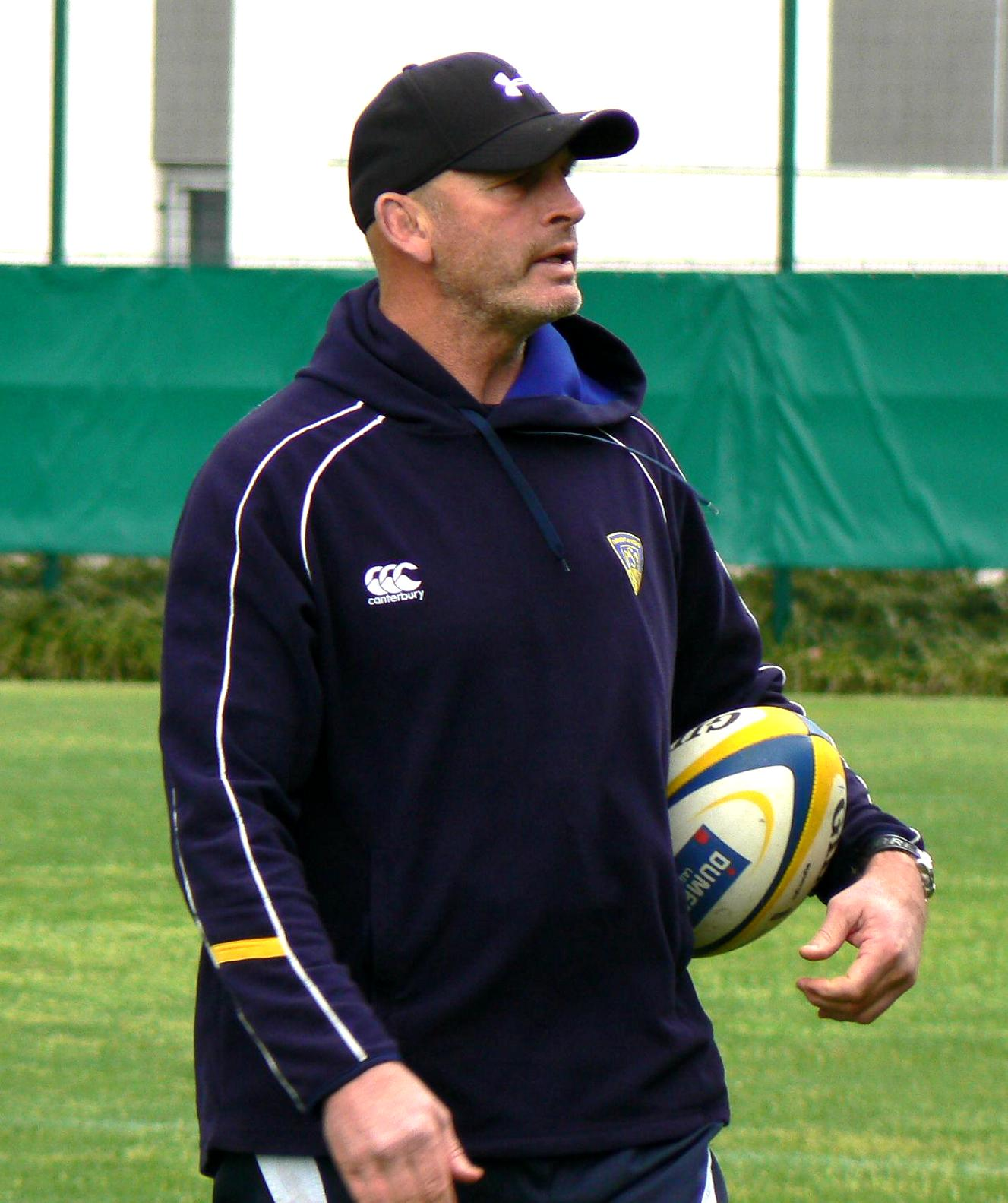
Vern Cotter (2010)

Schottland ernannte 1971 erstmals einen Nationaltrainer: Bill Dickinson. Sein Posten wurde offiziell „Ratgeber des Mannschaftskapitäns“ genannt. Vorher kam dem Mannschaftskapitän diese Rolle zu. Aktuell ist Gregor Townsend schottischer Nationaltrainer, nachdem er 2017 angestellt wurde.
| Name                    | Jahre     | Siege in % |
| ----------------------- | --------- | ---------- |
| Bill Dickinson          | 1971–1977 | 51,85      |
| Nairn McEwan            | 1977–1980 | 7,14       |
| Jim Telfer              | 1980–1984 | 48,15      |
| Colin Telfer            | 1984–1985 | 0,00       |
| Derrick Grant           | 1985–1988 | 50,00      |
| Ian McGeechan           | 1988–1993 | 57,58      |
| Jim Telfer              | 1994–1999 | 39,62      |
| Ian McGeechan           | 2000–2003 | 41,86      |
| Matt Williams           | 2003–2005 | 17,65      |
| Frank Hadden            | 2005–2009 | 39,02      |
| Andy Robinson           | 2009–2012 | 42,86      |
| Scott Johnson (interim) | 2012–2014 | 31,25      |
| Vern Cotter             | 2014–2017 | 52,78      |
| Gregor Townsend         | seit 2017 | 54,93      |